# Personaggi del Ciclo dell'Eredità
Questa pagina contiene informazioni relative ai personaggi del Ciclo dell'Eredità, formato dai libri Eragon, Eldest, Brisingr, Inheritance, La forchetta, la strega, il drago: Racconti di Alagaësia e Murtagh scritti da Christopher Paolini.

## Cavalieri dei Draghi

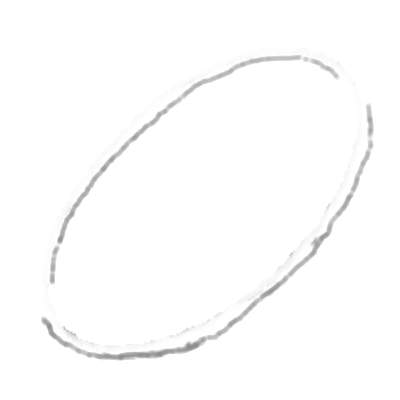
Stando alla descrizione nel libro, il gedwëy ignasia dovrebbe avere un aspetto simile a questo.

I pochi esseri umani ed elfi che guidano i draghi come Eragon sono denominati Cavalieri dei Draghi (Shur'tugal nell'antica lingua) e sono scelti dai draghi stessi quando questi ultimi sono ancora nel loro uovo. I draghi creano ai loro cavalieri dei "palmi luccicanti", un contrassegno argentato, o "gedwëy ignasia" come conseguenza del primo contatto fisico fra il Cavaliere e il drago. I draghi comunicano telepaticamente con i loro Cavalieri e l'energia del drago può essere unita con quella del Cavaliere. I draghi sono immortali e possono permettere che anche i loro Cavalieri lo siano: la vecchia età non li uccide, tuttavia possono soccombere se uccisi da ferite o veleni, o ammalandosi di un morbo incurabile. Col tempo il collegamento fra il drago e il Cavaliere cambia l'aspetto di quest'ultimo, sia dal lato fisico (allungamento delle orecchie e cristallizzazione del colore delle iridi) sia psicologico (saggezza, fierezza, arroganza eccetera, a seconda del carattere del drago). Inoltre il drago di un Cavaliere può potenziare la sua magia e accrescerla al di sopra di quella di un normale stregone. I draghi hanno una magia incredibile, ma non la possono usare, perché non possono parlare e perciò formulare la frase nell'antica lingua. La possono usare formulandola nella mente ma è considerato un modo pericoloso, i draghi la trasferiscono ai loro cavalieri, che è il modo più efficace in cui la possono usare.
Circa 3000 anni prima gli eventi del primo romanzo, tra gli elfi e i Draghi scoppiò una sanguinosa guerra che si perpetuò per cinque anni e creò grandi devastazioni in tutto il continente. Grazie all'intervento di un elfo di nome Eragon e del suo drago bianco, le ostilità cessarono e i due popoli per suggellare la pace fondarono l'Ordine dei Cavalieri. Circa otto secoli prima degli eventi narrati in Eragon, gli elfi e gli umani entrarono in conflitto e i Cavalieri intervennero per garantire la pace come avevano sempre fatto; per evitare successive dispute e controversie fra le due razze fu deciso di far entrare anche gli umani nell'ordine. La decisione del predecessore di Vrael, Anurin, trovò molta ostilità dalla Regina degli elfi Dellenir che invece voleva continuare ad esercitare sui Cavalieri la propria autorità, considerandoli un'appendice del proprio reame. Per evitare altri attriti e scongiurare nuovi conflitti, Anurin e i Cavalieri si trasferirono sull'isola di Vroengard dove fondarono una sorta di regno indipendente gestito e governato dallo stesso ordine. Questo elevò i Cavalieri a tutori imparziali della pace tra le razze ma li estromise anche da qualsiasi controllo cosa che li condusse alla loro distruzione. Cento anni prima degli eventi del Ciclo dell'Eredità, divenne Cavaliere dei draghi un umano di nome Galbatorix. Estremamente dotato in tutte le arti dei Cavalieri, fu condotto alla follia per l'uccisione del suo drago, Jarnunvösk, da parte degli Urgali. A seguito del rifiuto dell'ordine di concedergli un nuovo drago, insieme ad un altro Cavaliere di nome Morzan, suo seguace, catturò un cucciolo di drago chiamato Shruikan e lo costrinse ad obbedirgli attraverso la magia. Galbatorix quindi, radunò altri dodici Cavalieri, i Rinnegati, che convinse ad unirsi alla sua causa, e scatenò una ribellione che sterminò i Cavalieri e schiacciò l'ordine, annientandolo completamente. Sebbene i Rinnegati morirono, grazie al loro aiuto riuscì a completare i suoi piani e a diventare Re di Alagaësia. Alla fine di Inheritance Eragon sconfigge Galbatorix. Decide poi di lasciare Alagaësia per andare in un altro luogo ad addestrare il nuovo ordine, per garantire meglio la pace aggiunge al patto nani e Urgali.

### Eragon
Eragon Bromsson, detto Eragon Ammazzaspettri, è il protagonista del Ciclo dell'Eredità. Nel film è interpretato da Edward Speleers.
All'inizio dell'intera vicenda, nel primo libro, Eragon ha solo quindici anni e vive assieme a suo zio Garrow e suo cugino Roran a Carvahall, un piccolo villaggio a nord di Alagaesia. Un giorno cacciando sulla Grande Dorsale trova una pietra blu, che in realtà è un uovo di drago che in seguito si scoprirà essere una femmina. L'uovo si schiude ed il cucciolo marchia la sua mano destra con il gedwëy ignasia, un ovale argentato simbolo dei leggendari Cavalieri dei Draghi: da quel momento Eragon diventa anch'egli Cavaliere e dà alla dragonessa il nome di Saphira. Dopo la morte dello zio Garrow avvenuta per mano dei Ra'zac decide di vendicarsi, e Brom, il cantastorie di Carvahall (che si scopre poi essere stato un Cavaliere anch'egli, e che gli fa dono di una spada rossa, Zar'roc, appartenuta ad un Cavaliere di nome Morzan), si unisce a lui insegnandogli molto sull'arte della spada e sulla magia. Brom racconta ad Eragon la storia dei Cavalieri dei Draghi e di come Galbatorix li abbia traditi e in seguito distrutti grazie all'aiuto di altri tredici Cavalieri, tra cui Morzan, e lo convince a recarsi dai Varden, gli unici rimasti ad opporsi al tiranno. Brom guida Eragon per tutta Alagaesia, viaggio che li porterà a visitare diverse città, tra cui Teirm, dove Eragon conosce Angela, un'indovina che gli legge la sorte, e Solembum, un gatto mannaro che gli rivela una profezia. In seguito Eragon e Brom vengono catturati dai Ra'zac e a salvarli è un misterioso giovane di nome Murtagh, che si scoprirà essere il figlio di Morzan, ma ciò non impedisce ad Eragon di stringere con il ragazzo una sincera amicizia. Brom muore, ucciso dai Ra'zac, e Murtagh si unisce ad Eragon nel suo viaggio verso i Varden. Prima però Eragon viene imprigionato nella prigione di Gil'ead dallo spettro Durza e li incontra l'elfa Arya, di cui si innamora (nel 2º libro), anch'essa prigioniera e in uno stato di coma autoindotto, per rallentare l'azione di un potente veleno. Sarà di nuovo salvato da Murtagh e grazie all'aiuto di Saphira, i tre, Eragon, Murtagh e l'elfa, riusciranno a fuggire e a raggiungere i Varden, dove ella verrà curata. Arrivato nel Farthen Dur, la montagna cava nella quale si nascondono i Varden e i Nani, Eragon combatte contro lo spettro Durza, che lo aveva seguito insieme ad un plotone di Urgali (delle creature mostruose al servizio dell'Impero), battendolo grazie anche al tempestivo arrivo di Saphira e di Arya. Riporta tuttavia una lunga ferita sulla schiena, che gli provocherà molti dolori. Nel corso delle tante avventure ed innumerevoli esperienze sia positive che negative e anche dolorose che Eragon vivrà complice gli incontri sul suo cammino con molti altri personaggi sia alleati, amici che acerrimi rivali e nemici, il ragazzo maturerà di moltissimo tanti aspetti del suo carattere e della sua personalità: da ragazzino impulsivo, incosciente ed ingenuo diviene sempre più consapevole di sé stesso e delle sue scelte, diventando di conseguenza sempre più saggio, volitivo, coraggioso e indipendente senza mai escludere o indebolire la sua personalità prevalentemente generosa, buona e leale verso il prossimo.
In Eldest, per completare il suo addestramento è costretto ad andare ad Ellesméra, la capitale del regno degli elfi, dove incontrerà la madre di Arya, nonché regina degli elfi, Islanzadi e Oromis e Glaedr, un Cavaliere sopravvissuto allo sterminio dei tredici Rinnegati, ma che non è più in grado di compiere magie che richiedano un notevole dispendio di energia a causa di una grave menomazione, e il suo anziano drago dorato al quale manca un arto, che diventeranno suoi maestri. Ad Ellesméra Eragon viene anche guarito dalla sua ferita e durante la Celebrazione del Giuramento di Sangue (Agaetì Blödhren), una cerimonia che celebra la fine della guerra tra draghi ed elfi, trasformandosi così in un mezzelfo e ottenendo abilità più potenti sia nel combattimento che nell'uso della magia. Alla fine di Eldest si scopre che anche Eragon è figlio di Morzan, quindi fratello minore di Murtagh, il suo compagno di viaggio che si pensava fosse morto dopo la sua cattura da parte degli Urgali dopo la battaglia del Farthen Dur. Murtagh inoltre è divenuto anche Cavaliere dei Draghi, e il suo drago rosso si chiama Castigo. Zar'roc passa quindi a Murtagh, primogenito di Morzan e quindi erede diretto dell'arma. Il ragazzo racconta al fratello che è stato costretto dopo molte torture a tradire i Varden e giurare fedeltà a Galbatorix, il quale gli ha ordinato di catturare sia lui che Saphira. Tuttavia, anche se nella battaglia delle Pianure Ardenti Murtagh insieme a Castigo sconfigge Eragon e Saphira, in nome della vecchia amicizia che li aveva uniti li lascia andare risparmiandoli. Dopo ciò Eragon si riappacifica con Roran e sebbene sia ancora tanto scosso dalla rivelazione inaspettata da parte di Murtagh, giura prima al cugino di salvare Katrina e poi di trovare un modo per togliere il fratellastro dalle grinfie di Galbatorix.
In Brisingr, Eragon aiuta il cugino a salvare Katrina dai Ra'zac, ritrovando così il forte affetto fraterno che li lega. Durante il matrimonio di Roran e Katrina, arriva un piccolo esercito nemico guidato da Murtagh ed Eragon, faccia a faccia con lui, si confronta con l'ex amico rivelandogli che conosce un modo per liberarlo dal giuramento fatto a Galbatorix. Nonostante il fratello prenda in seria considerazione l'idea, lo scontro è inevitabile e, sebbene Eragon abbia la meglio, anche grazie ad Arya, l'avversario riesce a fuggire. Eragon parte per il Farthen Dûr, dove l'amico nano Orik partecipa e vince le elezioni per divenire nuovo re dei nani. Nel terzo libro, il Cavaliere instaura un buon rapporto d'amicizia con l'amata Arya. Eragon inoltre scopre grazie a Glaedr che suo padre non è Morzan, bensì Brom. Inoltre il vecchio drago gli parla degli Eldunarì, delle pietre che racchiudono l'essenza di un drago. Ogni drago ne ha uno e ogni drago può separarsi da esso. Gli Eldunarì sono una magnifica fonte di energia e pare sia proprio questo il segreto dell'invincibilità di Galbatorix: se si possiede un Eldunarì, si può sfruttarne la magia e pare che il tiranno ne abbia in abbondanza. Glaedr decide di affidare il suo Eldunarì ad Eragon e Saphira, ed in seguito alla morte di Oromis e del suo compagno, l'anima del drago rimane a fianco dei due per poterli aiutare. Alla fine del volume Eragon si ricorda la profezia fattagli dal gatto mannaro Solembum nel primo libro, grazie alla quale viene in possesso di una nuova spada che chiama Brisingr. Ogni volta che ne pronuncia il nome la spada prende fuoco (nell'antica lingua Brisingr significa fuoco).
In Inheritance, dopo parecchie battaglie in cui i Varden conquistano buona parte delle città dell'impero, Nasuada viene catturata da Murtagh sotto ordine di Galbatorix, così Eragon diventa il capo dei Varden. Eragon affronterà un viaggio verso l'isola di Vroengard, l'antica casa dei cavalieri e dei draghi, insieme a Saphira e a Glaedr, che nel frattempo si è ripreso dalla morte di Oromis. L'obiettivo è quello di cercare la Rocca di Kuthian, l'ultimo elemento della profezia di Solembum. Pronunciando il suo vero nome, Eragon scopre che non tutti gli Eldunarì sono stati catturati da Galbatorix, ma anzi se ne trovano 136 nella Volta delle Anime, insieme a 243 uova di drago, in tal modo ottiene preziose informazioni e il suo potere aumenta a livelli vicini all'illimitato, anche se resta sempre insiginificante in confronto a quello di Galbatorix, che possiede moltissime migliaia di Eldunarí. Subito parte per andare a Uru'baen e qui, dopo uno scontro durissimo, uccide Galbatorix con l'aiuto di Arya e Murtagh, che nel frattempo si è innamorato, ricambiato, di Nasuada. Alla fine, quando passano i mesi e la pace viene stabilita, Eragon decide di partire insieme a Saphira, ad alcuni elfi e a tutti gli Eldunarì, che si scoprono essere più di 970, visto che, conoscendo il Nome dei Nomi, ovvero il nome dell'antica lingua, ed avendo il controllo di tutti gli Eldunarì, sarebbe troppo potente e altererebbe troppo gli equilibri. Sarà di nuovo Nasuada a prendere il comando dei Varden e dell'Impero, sola e abbandonata da Murtagh. Il ragazzo infatti, stanco dei tormenti subiti e desideroso di pace, parte con il suo drago Castigo, abbandonando il proprio amore. Arya nel frattempo è diventata regina degli elfi e dinnanzi a lei si è schiuso l'uovo del drago verde Firnen. Dopo essersi riappacificato con il proprio fratello di sangue, aver salutato tutti i propri compagni di avventure ed essersi separato dal cugino Roran, Eragon insieme all'inseparabile e fedele Saphira parte verso le terre ad est di Alagaesia, forse per il resto della vita, abbandonando l'amica Arya, dove aspetta di essere raggiunto dai nuovi Cavalieri Dei Draghi per addestarli come loro maestro.

### Brom
È un ex-Cavaliere dei Draghi. La sua dragonessa si chiamava Saphira, ed era blu come quella di Eragon. È il padre di Eragon, anche se questo si scoprirà solo verso la fine del terzo libro, ed il suo primo mentore nel primo libro, nel quale morirà ucciso dai Ra'zac. Ha ucciso Morzan, prendendogli l'uovo di Saphira e anche Zar'roc (avendo perso la sua spada Undbitr). Secondo Angela l'erborista, era il destino di Brom fallire in tutto ciò che aveva avviato tranne in una cosa. Infatti divenne Cavaliere ma la sua dragonessa fu uccisa, si innamorò di Selena e fu scelto per sorvegliare ed addestrare Eragon e ci riuscì ma non del tutto perché fu ucciso prima di completare l'addestramento. Le imprese in cui riuscì furono: quella di uccidere Morzan, portar via l'uovo di Saphira.. e mettere al mondo Eragon, l'unico che sarà poi in grado di uccidere Galbatorix e detronizzarlo, a lui si possono abbinare tante altre imprese servite a dar del filo da torcere al re e in più la fondazione dei Varden.
È nato a Kuasta, una grossa città costiera separata dal resto di Alagaësia dalla Grande Dorsale. I suoi genitori si chiamavano Nelda (madre) e Holcomb (padre). Poiché Kuasta è isolata dal resto del mondo per colpa della Grande Dorsale, la città è diventata un luogo ricco di superstizioni e strani costumi. Arrivato ad Ilirea Brom diventò uno degli allievi prediletti del maestro Oromis, assieme ad un ragazzo poco più grande di lui, Morzan. Brom ammirava moltissimo Morzan e lo seguiva ovunque, rimase però molto deluso quando questi decise di unirsi a Galbatorix per sconfiggere i cavalieri dei draghi. Fu uno dei fondatori dei Varden ma non accettò mai nessuna carica di potere al loro interno. Fu amico di tutte le razze senza distinzione e, durante il dominio di Galbatorix, viaggiò molto portando speranza alla gente. Perse Saphira, la sua dragonessa, durante la battaglia di Dorù Areaba, allora pensò che sarebbe impazzito a causa dell'eliminazione del profondissimo contatto mentale che si crea sempre tra drago e cavaliere, ma lui, spinto da una terribile voglia di vendetta contro i Rinnegati, si riebbe e cominciò la sua battaglia contro i tredici e Galbatorix. Uccise tre dei rinnegati (tra cui Morzan) e fu la causa della morte di altri cinque.

### Arya Dröttningu
È un'elfa e una dei combattenti più forti che appaiono della saga, sia all'arma bianca che nella magia, e nell'ultimo romanzo diventa Cavaliere dei Draghi; è la figlia di Islanzadi, regina degli elfi, e per questo porta il titolo Dröttningu, cioè "principessa" (ma il senso è diverso da come lo si intende nelle altre lingue). In Inheritance succede alla madre come regina di Ellesméra, per cui il suo titolo muta in Dröttning (che nell'Antica Lingua significa "regina"). Come gli altri elfi, Arya, grazie alla conoscenza della magia, mantiene un fisico molto resistente e invecchia con estrema lentezza; viene descritta come alta e longilinea, con folti capelli corvini ed occhi di un verde molto scuro. Ha un carattere schivo e riservato e mantiene di solito un certo distacco dagli altri, come ad esempio la madre, pur volendole bene. Per contro ha un forte senso del dovere ed è incondizionatamente leale alla causa che serve. Arya appare all'inizio del romanzo Eragon, quando con un gruppo di elfi viene sorpresa dallo spettro Durza e dagli Urgali al suo seguito; costoro vogliono impadronirsi dell'uovo di drago custodito dagli elfi e portarlo al malvagio re Galbatorix, ma con una magia l'uovo viene allontanato (finendo nelle mani dell'ignaro giovane Eragon), sicché Durza non può far altro che rapire la sola Arya. L'elfa viene imprigionata a Gil'ead, ma si autoinduce in coma per evitare le torture e rallentare gli effetti dei veleni che Durza le ha somministrato. Viene tratta in salvo da Eragon, Saphira (la dragonessa sgusciata dall'uovo che Arya stessa proteggeva) e Murtagh e portata nel Farthen Dûr, dove viene curata con il Nettare di Túnivor. Ma il re Galbatorix invia un'armata di Urgali guidati da Durza ad espugnare il Farthen Dûr, per annientare i ribelli Varden e i loro alleati nani; nella battaglia Durza rintraccia Eragon ma, colto di sorpresa da Arya, viene ucciso dal ragazzo, che quindi si guadagna l'epiteto di "Ammazzaspettri" e sancisce la sconfitta dell'armata imperiale. In Eldest Arya accompagna Eragon ad Ellesméra, nella foresta che costituisce il regno degli elfi, da cui lei stessa proviene e da cui si era allontanata quando si era dichiarata disposta a custodire l'uovo di drago di Saphira. La regina elfica Islanzadi non era favorevole alle simpatie dell'unica figlia alla causa dei Varden (i ribelli che lottano contro il re Galbatorix), ma la riaccoglie felice. Eragon intanto matura un forte amore per Arya e le fa più volte delle proposte, ottenendo però sempre dei netti rifiuti. Anche nei libri successivi il rapporto fra i due non andrà oltre l'amicizia e il cameratismo, benché il giovane persista fino alla fine nei suoi sentimenti anche se lei non contraccambia. In Brisingr Arya torna ad accompagnare Eragon, ormai Cavaliere dei Draghi a tutti gli effetti, in svariate missioni e avventure. Quando i Varden prendono d'assalto la città di Feinster, Eragon e Arya devono affrontare un gruppo di stregoni servi di Galbatorix, che come ultima carta da giocare contro i nemici soverchianti evocano uno spettro di nome Varaug; la battaglia viene comunque vinta e Varaug trafitto da Arya, che a sua volta si guadagna il titolo di "Ammazzaspettri" come Eragon. In Inheritance Arya partecipa con gli eserciti uniti degli elfi, nani, Urgali, gatti mannari e Varden alla battaglia finale a Urû'Baen con Galbatorix, re di Alagaësia. Assieme ad Eragon, Saphira e alla strega-bambina Elva riesce a giungere al cospetto del re, nel cuore del suo palazzo, e lì è lei che abbatte Shruikan, il maestoso drago nero di Galbatorix, il quale viene a sua volta colpito da un incantesimo di Eragon e, incapace di sopportare la sofferenza che gliene deriva, si uccide. Fuori dal palazzo intanto gli assalitori vengono tenuti a bada da lord Barst, generale del re, che grazie al potere di un Eldunarí (un organo in cui un drago può riversare tutta la sua conoscenza ed espellere dal corpo, sopravvivendo alla sua morte fisica anche per millenni) datogli da Galbatorix riesce a respingere anche i più forti maghi elfici e ad uccidere la loro regina, Islanzadi, prima che il guerriero varden Roran riesca a sua volta con uno stratagemma ad abbatterlo. Con quest'ultima vittoria, la guerra è finita e la pace torna in Alagaësia. Arya fa ritorno con gli elfi a Ellesméra, ove, dopo una certa reticenza, si fa convincere a prendere il posto della madre a capo del loro popolo. Inoltre ella fa schiudere un uovo di drago (uno a suo tempo rubato da Galbatorix e recuperato dopo la sua morte), e il cucciolo di colore verde che ne esce, Fìrnen, fa di lei un Cavaliere dei Draghi. Quando Arya quindi si rincontra con Eragon per raccontarglielo, rimane sconvolta allo scoprire che il giovane ha intenzione di abbandonare Alagaësia per addestrare un nuovo ordine di Cavalieri, ma accetta la sua decisione e, all'atto di dirsi addio, i due si rivelano l'un l'altra i propri "veri nomi" (quelli nell'Antica Lingua, che pongono il portatore sotto il totale controllo di chi ne viene a conoscenza, si tratta quindi di una grande dimostrazione di fiducia).

### Eragon (elfo)
Vissuto molte centinaia di anni prima della narrazione, Eragon era l'elfo che fondò l'ordine dei Cavalieri dei Draghi, l'alleanza che legò elfi e draghi, in seguito estesa anche agli umani. Durante la guerra che perdurava oramai da anni tra i draghi e gli elfi, Eragon trovò un uovo di drago apparentemente abbandonato. Forse lasciato lì appositamente, l'elfo decise di tenerlo e quando l'uovo si schiuse si prese cura del cucciolo, un drago bianco, che chiamò Bid'Daum. I due (drago ed elfo) crebbero e divenuti "amici" volarono dai draghi selvatici e siglarono la suddetta alleanza tra draghi ed elfi.

### Galbatorix
È l'antagonista principale della saga; è il malvagio re dell'Impero, deciso a estendere il proprio dominio su tutta Alagaësia; per questo scopo si avvale dell'aiuto dello Spettro Durza, dei Lethrblaka e dei loro figli Ra'zac e degli Urgali (i quali alla conclusione di Eldest si uniscono però ai Varden e combattono contro Galbatorix). Galbatorix nacque a Inzilbêth alcuni secoli fa e quando aveva 10 anni un uovo di drago si schiuse per lui. Era una dragonessa, di nome Jarnunvösk. Gli altri Cavalieri si accorsero subito che Galbatorix era un allievo eccezionale, primeggiava in ogni tipo di arte, era formidabile sia nell'uso della magia che in quello della spada. Dopo la morte della sua dragonessa impazzì e girovagò per le lande desolate implorando la morte. Trovato in fin di vita da un contadino, si ricongiunse al consiglio per farsi dare un nuovo drago. Poiché ad ogni Cavaliere spetta un solo drago durante tutta la sua vita il consiglio glielo negò e Galbatorix iniziò a credere che fosse colpa dei Cavalieri se il suo drago era morto. Rubò quindi un cucciolo di drago di colore nero (Shruikan) con l'aiuto di Morzan e, quando i Rinnegati si unirono a lui, sterminò tutti i Cavalieri dei draghi e i draghi selvatici, uccidendo personalmente (come spiega Oromis ad Eragon) tutti i suoi mentori. Galbatorix insegue Eragon e Saphira perché, visto che Saphira è l'unico drago di sesso femminile rimasto in vita, vuole generare un nuovo ordine di Cavalieri dei Draghi che stia per sempre al suo servizio. Il suo interesse perché Eragon rimanga in vita è dovuto al fatto che drago e Cavaliere sono legati da un legame fisico ed emotivo e sa che uccidendo Eragon rischierebbe di uccidere o ferire in modo irreparabile Saphira, come è successo a lui quando il suo drago è morto. È l'unico che sappia il vero nome di Murtagh ed anche di Castigo e perciò può controllarli. Era uno dei pochi a conoscenza dell'esistenza di Murtagh prima che egli diventasse un Cavaliere dei Draghi. Galbatorix, grazie anche al supporto di moltissimi Eldunarí, è stato senza dubbio uno degli esseri più potenti di tutta la storia del mondo. Un altro fatto che indichi la sua immensa potenza è di avere legato a sè un drago che non gli appartiene: Infatti, Galbatorix dopo avere rubato Shruikan, uccise il suo cavaliere. Benchè quando un cavaliere muore, anche il suo drago perisce, Galbatorix con le sue artimagiche, riuscì a creare un legame, simile a quello naturale dei draghi, legando in questo modo Shruikan a se, cosa che nessun altro è mai stato in grado di fare.
Nello scontro finale, Eragon lo raggiunge nella sala del trono per affrontarlo insieme ad Arya, Elva e Saphira. Dimostrava quarant'anni, aveva la pelle abbronzata ma fragile, le spalle larghe e robuste e la vita stretta. È lui a scoprire il nome dell'antica lingua con il quale rende molto difficoltoso agli stregoni della battaglia di Uru'baen pronunciare le parole della magia. Questo vantaggio alla fine si rivela la sua rovina perché Galbatorix con esso pensa di aver trovato la difesa assoluta contro la magia, ignorando che non è necessario parlare per compiere un incantesimo e permettendo così a Eragon di colpirlo con un incantesimo non parlato. Quindi muore suicidandosi pronunciando: "Waìse néiat!", cioè "Non Essere", incapace di tollerare ulteriormente il potente incantesimo di Eragon, provocando una colossale esplosione. Galbatorix non è mai apparso fisicamente prima dell'ultimo libro; fino ad allora il lettore sa di lui solo grazie ai moltissimi dialoghi dei personaggi sul suo conto.
Nel film Eragon Galbatorix compare già all'inizio del film e in poche altre scene, interpretato da John Malkovich. A differenza del libro si presenta come un uomo vicino alla vecchiaia, calvo e con una barbetta bianca, tuttavia appare molto vigoroso (nella scena finale taglia la carta di Alagaësia con un preciso fendente rivelando il suo drago Shruikan) e Durza lo teme in quanto Galbatorix è molto potente nella magia.

### Morzan
Morzan era un giovane umano divenuto Cavaliere dei Draghi; circa un secolo prima degli eventi del Ciclo dell'Eredità era, assieme a Brom, allievo dell'elfo Oromis. Incline al dominio, sfruttava la profonda devozione che Brom aveva per lui. Fu il primo dei tredici Rinnegati che si unirono al delirante Galbatorix per rovesciare l'Ordine dei Cavalieri, appoggiandolo nelle sue trame e compiendo numerose atrocità. Durante questo tempo s'incontrò con un'affascinante donna, Selena; i due si innamorarono ed ebbero un figlio, Murtagh. Morzan tuttavia era sempre più instabile e ferì il figlio ancora piccolo con la sua spada, Zar'roc. Selena, compresa la reale natura del suo compagno e incinta di Eragon, fuggì a Carvahall dove lo partorì. Morzan rimane ucciso dopo una lunga battaglia contro Brom, implacabile nemico dei Rinnegati, combattuta vicino alla cittadina di Gil'ead, dove aveva raggiunto il ladro ingaggiato da questi per rubare le superstiti uova di drago a Galbatorix.
In Brisingr, Jeod descrive Morzan a Eragon come un uomo alto, di una bellezza crudele, affetto da eterocromia (aveva un occhio azzurro e uno nero) e con capelli lunghi e mori, la cui crudeltà era illimitata.

### Murtagh
È il protagonista della saga insieme ad Eragon, con un passato complesso ed estremamente oscuro alle spalle, segnato da una profonda solitudine e da numerosi turbamenti patiti sia a livello fisico che emotivo e mentale. E' un personaggio dalla personalità riservata e misteriosa, contrario a quella di Eragon e diventa un inseparabile compagno d'armi per il giovane Cavaliere essendo molto abile nel maneggiare la spada. Venne in seguito rapito dai Gemelli e portato da Galbatorix. Viene torturato perché si rifiuta di giurare di servire il re nell'antica lingua, ma cederà perché un uovo di drago si schiude davanti a lui e non riesce a sopportare di vedere il cucciolo torturato. Alla fine di Eldest si scoprirà ancora vivo e di essere il fratello maggiore di Eragon e dopo un sanguinario combattimento, nonostante il re gli abbia ordinato di rapire Eragon, ben sapendo che lo aspetta una dura punizione, decide di lasciare andare il Cavaliere in nome della sincera amicizia che era nata tra i due ragazzi, ma porta via la spada Zar'roc a Eragon dicendo che spettava al figlio maggiore di Morzan (si ricorda che Eldest in inglese vuol dire "fratello maggiore"). Dopo Galbatorix è il Cavaliere dei draghi più forte e potente di Alagaesia grazie anche al suo addestramento con Galbatorix e dall'essere rafforzato dall'energia di alcuni giovani Eldunarí. Neanche Eragon può sconfiggerlo a meno che non sia aiutato da altri come in Brisingr. Alla fine di Brisingr si scoprirà che non è il vero fratello di Eragon, bensì il fratellastro. I due infatti condividono la madre (Selena), ma non il padre (Morzan per Murtagh, Brom per Eragon). Alla fine di Inheritance, ultimo libro del Ciclo dell'Eredità, si scopre l'indole buona di questo personaggio, sfortunato e tormentato dalla nascita e costretto a servire il re, come suo padre. Murtagh ha vissuto tutta la sua esistenza con il peso della consapevolezza di essere il figlio di un traditore oltre all'aver subito da sempre tantissimi maltrattamenti. La forzata lealtà verso Galbatorix farà emergere la sua forza di volontà mentre l'amicizia e l'affetto verso Eragon (mai dichiarato, ma esistente) e l'amore genuino per Nasuada, lo spingeranno a volersi redimere dal male commesso e riscattarsi. Cercherà in tutti i modi di non fare uccidere Nasuada da Galbatorix, dal momento che questi gli impone di catturarla, e allevierà il dolore delle torture inflitte alla ragazza proteggendola di nascosto. Per lei cambierà il suo vero nome liberandosi dal giuramento fatto al re, in modo da aiutare il fratello Eragon ad ucciderlo. Subito dopo la fine della battaglia, egli decide di partire con il suo drago Castigo per riflettere sulle sue azioni e affrontare il dolore provocato dalla schiavitù subita. Poco prima di partire i due parlano prima con Glaedr, che li perdona per quello che hanno fatto, e poi con Umaroth, che li elogia per ciò che sono riusciti a realizzare senza mai avere una guida adeguata, gli conferisce il titolo ufficiale di membri dell'Ordine dei Cavalieri dei Draghi, e gli promette che, quando torneranno e se vorranno, Umaroth, Glaedr e gli altri Eldunari gli forniranno gli insegnamenti di cui hanno bisogno. Prima di andarsene insieme a Castigo, si ricongiunge con il fratellastro minore Eragon, il quale non nutre alcun rancore verso di lui e nonostante la cosa lo faccia soffrire, Murtagh si separa anche da Nasuada che, seppur a malincuore, lo lascia andare rispettando il suo volere e bisogno.È il protagonista del quinto libro, Murtagh, pubblicato nel 2023.

### Oromis
È il maestro che Eragon incontra a Ellesméra, ultimo degli antichi Cavalieri dei Draghi ancora in vita dalla personalità saggia, comprensiva ma anche tanto decisa e volitiva. Nato a Luthivíra, situata a ridosso del lago Tüdosten, fu condotto a 20 anni davanti alle uova dei draghi dove fu scelto da Glaedr. Dopo la fine del suo apprendistato e ricevuta la spada Naegling (un lama dal colore bronzeo impreziosita da un diamante nel pomolo da usare come ricettacolo di energia), viaggiò per più di 100 anni per tutta Alagaësia e fu maestro sia di Morzan, sia di Brom. Come membro degli anziani dell'Ordine, negò un altro drago a Galbatorix e affiancò Vrael e i Cavalieri rimasti puri contro l'usurpatore e i Rinnegati. Fu però catturato da Kialandì e Formora (rispettivamente un elfo e un'elfa) che lo torturarono, rendendolo incapace di controllare incantesimi anche di moderata potenza; inoltre, soffre di una malattia che si manifesta in occasionali crisi. Contribuì, assieme ad altri Cavalieri come Vrael, alla messa a punto della Rocca di Kuthian contenente la Volta delle Anime, dove furono nascosti fuori dalla portata di Galbatorix numerose uova ed Eldunarì, protetti da numerosi incantesimi. Inscenata la sua morte, rimane per un secolo nel profondo della Du Weldenvarden, mettendo da parte energia e tentando di scoprire in modo indiretto, onde evitare una morte istantanea, il vero nome di Galabtorix; quindi, assieme a Glaedr, addestra Eragon e Saphira che col tempo assieme al forte rispetto nei suoi confronti matureranno un sincero affetto. Nel terzo libro, Oromis partecipa in prima linea all'assedio che gli elfi hanno posto a Gil'ead e si scontra con Murtagh e il suo drago Castigo: nella battaglia interviene però Galbatorix che, preso il controllo del corpo di Murtagh, approfitta di una crisi per colpirlo a morte. Il suo drago Glaedr rimane del pari ucciso, ma continua a vivere nel suo Eldunarì in mano ad Eragon.
Nei libri si fa spesso riferimento a due appellativi usati per indicare Oromis: "Il Saggio Dolente" (Ostato Chetöwa) e "Lo Storpio Che è Sano" (Togira Ikonoka). Egli è inoltre denominato, con minor frequenza, "L'Ultimo degli Antichi" e "Il Cavaliere Nascosto".

### Vrael
Vrael era un Elfo, capo dei Cavalieri ai tempi in cui essi governavano Alagaësia. Tra i migliori membri dell'Ordine, non si rese però conto, e con lui molti altri anziani, della malvagità di Galbatorix, se non quando era già divenuto un potente avversario. Vrael affrontò lui e i Rinnegati, riuscendo a tener loro testa, alle porte di Doru Areaba, la città di Vroengard e sede dell'Ordine. Alla fine riuscì ad atterrare Galbatorix ma esitò a dargli il colpo di grazia; l'avversario ne approfittò e lo trafisse al fianco. Ferito, Vrael si rifugiò sul monte Utgard dove sperava di recuperare le forze; raggiunto da Galbatorix, riprese il feroce duello che tuttavia perse: l'uomo, infatti, gli sferrò un calcio all'inguine e lo decapitò. Il drago di Vrael, completamente bianco, si chiamava Umaroth e la sua la spada, del pari bianca, era denominata Islingr ("portatrice di luce"). Galbatorix se ne impossessò, dandole il nuovo nome Vrangr ("delirante, tortuoso"). Umaroth lascerà il suo Eldunarì nella Volta delle Anime a Vroengard, aspettando per oltre 100 anni l'arrivo di un nuovo cavaliere per riconquistare Alagaësia.

### Kuthian
Fu uno dei primi Cavalieri ad esplorare l'isola di Vroengard. La Rocca che porta il suo nome era nota anche come la Guglia di Moraeta.

### Anurin
Fu il predecessore di Vrael e fu sotto la sua guida che l'ordine dei Cavalieri si ampliò con l'ingresso degli umani al suo interno.

### Arva
Cavaliere elfico al tempo della loro caduta, fu il possessore di Tamerlein. Il suo drago, come la sua spada, era verde.

## Draghi
I draghi sono delle creature intelligenti che popolano Alagaësia; occupano una parte importante nella saga, in quanto i draghi sono quasi estinti e quindi estremamente rari. Hanno vissuto in Alagaësia da sempre, come Brom dice a Eragon, sebbene Rothgar ritenga che i nani (di cui è il 42º re, siano ancor più antichi). La pelle di un drago è quasi impenetrabile, comunque la membrana sottile delle ali può essere perforata facilmente e le ascelle sono il loro punto debole. Sembra però che i draghi facciano affidamento per volare, oltre che sulle loro ali, anche alla magia: è per questo motivo che non è possibile entrare nella Foresta dei Guardiani in volo. Le loro scaglie brillano come delle gemme. Ogni drago ha le scaglie soltanto di un colore, anche se pare esistano delle eccezioni: nella Volta delle Anime Eragon nota un grande uovo rosso e dorato. Più il drago si sviluppa, più a lungo può mantenere la fiamma. Non smettono mai di crescere fino alla loro morte. Saphira, la protagonista dragonessa della serie, ha le squame color blu zaffiro. I draghi sono limitati ad Alagaësia e possiedono poteri magici straordinari che non sono in grado di controllare perché istintivi. Prima della formazione dei Cavalieri dei Draghi, un giovane elfo cacciò e uccise un drago come se fosse stato un animale comune. Per reazione i draghi si radunarono e mossero guerra agli elfi. La guerra, chiamata in elfico Du Fyrn Skulblaka (La Guerra dei Draghi), fu terribile e sanguinosa e minacciò di estinguere entrambe le razze. Dopo cinque anni di guerra, un elfo chiamato Eragon trovò un uovo bianco di drago e fermò la guerra. Il drago di Eragon fu da lui chiamato Bid'Daum. Per impedire un altro conflitto, i draghi e gli elfi collegarono le loro anime. I draghi così guadagnarono l'uso della lingua diventando nel contempo meno feroci; gli elfi ottennero l'immortalità e altri poteri derivati dai draghi, come la forza e la velocità. Gli esseri umani occuparono Alagaësia in seguito e gli elfi li inclusero nel patto, tuttavia essendo arrivati più tardi non vennero influenzati dal legame come gli elfi, anche se i Cavalieri umani, tramite il contatto coi draghi, hanno sensi più acuti di un normale umano, diventano immortali come gli elfi e possono usufruire della magia e dell'attacco mentale.

### Bid'Daum
Era il drago bianco del primo Cavaliere dei Draghi, l'elfo Eragon, che lo accudì quando era un cucciolo e con il quale strinse un patto di amicizia, ponendo fine alla guerra tra elfi e draghi. Grazie al loro legame, fu possibile instaurare il nucleo del futuro Ordine dei Cavalieri.

### Castigo
Drago di colore rosso con artigli e spuntoni bianchi, nasce da una delle ultime due uova in mano a Galbatorix, schiudendosi per Murtagh all'inizio di Eldest. Chiamato Castigo, viene sottoposto alla magia nera che aumenta rapidamente la crescita fisica, sproporzionata rispetto alla sua vera età. Compare per la prima volta alla fine di Eldest, nel corso della battaglia della Pianure Ardenti, ma si dimostra nettamente inferiore nel combattimento aereo contro Saphira e viene anzi ferito gravemente a una zampa da Eragon. La seconda battaglia Castigo la combatte in Brisingr nei cieli dell'accampamento dell'esercito Varden, nel meridione dell'Impero: nonostante la sua aumentata imponenza, non riesce a competere con Saphira, peraltro sostenuta da tredici maghi elfici inviati dalla regina Islanzadi a sostegno di lei ed Eragon. Alla fine del libro, invece, Castigo si scontra con il vecchio Glaedr e, più giovane e scattante, ha la meglio sul suo avversario. In Inheritance, Castigo e Murtagh hanno il loro terzo confronto con Eragon e Saphira, conclusosi con esito incerto; i due, però, riescono a rapire Nasuada, capo dei Varden, e la portano a Urû'Baen. Nella battaglia finale alle porte della capitale si consuma l'ennesimo combattimento tra i due draghi e i due Cavalieri, senza che emerga chiaramente un vincitore. Castigo assiste poi al duello tra Eragon e Murtagh nella sala del trono al cospetto di Galbatorix, senza poter intervenire. Quando, infine, Eragon e Murtagh riescono a rescindere ogni legame e costrizione di Galbatorix pronunciando La Parola, Castigo si rivolta contro il re e aiuta Saphira a immobilizzare il drago nero Shruikan, che Arya può così trafiggere con la Dauthdaert, la lancia incantata capace di penetrare le placche di qualsiasi drago.
Nel corso della narrazione, si riesce a capire che Castigo non è d'indole malvagia e che ha sofferto molto per gli abomini imposti dal re al suo corpo. Solo alla fine di Inheritance egli si rivolge direttamente a Eragon e Saphira, che tentano invano di convincere lui e il suo Cavaliere a rimanere in Alagaësia, e poi all'Edulnarì di Glaedr e di altri antichi draghi, che comprendono l'ingiustizia che il drago ha subito, lo perdonano e gli assicurano che, quando sarà pronto, lui e il suo cavaliere saranno i benvenuti e riceveranno gli insegnamenti che per tanto tempo gli sono mancati. La sua voce è descritta come "sorprendentemente musicale". Ha anche un certo senso dell'umorismo, che viene evidenziato nel libro  Murtagh, di cui è protagonista insieme al suo cavaliere.
Il suo nome originale, Thorn, in inglese significa "spina"; ciò spiega perché nella traduzione in lingua spagnola del Ciclo dell'Eredità il suo nome è Espina.

### Glaedr
È il drago color oro di Oromis. Il nome di suo padre era Nithring. Tre volte più grande di un drago giovane come Saphira, la sua zampa sinistra è amputata. Maestro di Saphira, reagisce con violenza alle avances della dragonessa, rifiutando di accoppiarsi con lei.
Glaedr e Oromis vivono a Ellesméra, capitale degli elfi immersa nella Du Weldenvarden, una foresta nel nord di Alagaësia, da quando Galbatorix ha distrutto l'Ordine dei Cavalieri dei Draghi e instaurato l'Impero. Assieme a Oromis, Glaedr addestra Eragon e Saphira, l'ultima speranza dei popoli liberi di Alagaësia di rovesciare il malvagio re. In Brisingr partecipa, alla testa dell'esercito elfico, all'assedio di Gil'ead; si confronta quindi contro Murtagh e il suo drago Castigo, ma l'intervento di Galbatorix e la malattia di Oromis permettono a Murtagh di uccidere il vecchio elfo. Glaedr, disperato, ingaggia un furioso scontro con Castigo e lo ferisce ma questi, essendo più agile, riesce a sorprenderlo alle spalle e lo uccide. Lo spirito del drago rimane tuttavia nel proprio Edulnarì, consegnato poco prima a Eragon e Saphira, così da poterli aiutare anche dopo la sua dipartita. Nell'ultimo libro (Inheritance) continua a istruire Eragon e accompagna lui e Saphira nel loro esilio volontario.

### Fìrnen
È il drago verde smeraldo di Arya. Nasce alla fine di Inheritance dal terzo uovo in possesso di Galbatorix; ha una voce mentale molto profonda, più di quella dei draghi del passato racchiusi nella Volta delle Anime. Alla fine del quarto libro diviene compagno di Saphira.

### Saphira
Saphira è la dragonessa di Eragon, trovata da quest'ultimo quando era ancora un uovo. Diviene fin da subito la più grande e fedele amica, confidente e consigliera del giovane cavaliere. Saphira ed Eragon condividono oltre ad un potente legame mentale che permette loro di comunicare e di percepire le emozioni l'uno dell'altro, un notevole ed incredibile rapporto di grandissimo affetto e di amicizia che li spinge sempre a proteggersi, salvarsi e ad aiutarsi a vicenda. E' l'unica a conoscere fino in fondo la personalità e il carattere di Eragon e fin dall'inizio è sempre pronta a sostenerlo e a confrontarsi con lui, e quando la rabbia e l'impulsività accecano il ragazzo sa come calmarlo, riportandolo alla ragione. Tre elfi (Arya, Faölin e Glenwing) stavano trasportando il suo uovo quando Durza con un piccolo contingente di urgali li attaccò. Arya fu costretta a inviare l'uovo con la magia a Brom mandandolo però sulla Grande Dorsale. Fu lì che Eragon lo trovò convinto che fosse un prezioso monile da poter rivendere per guadagnare abbastanza denaro per far mangiare la sua famiglia tutto l'inverno. Saphira ha un carattere prevalentemente tanto intuitivo, forte e determinato, ma sa essere anche amichevole e simpatica. Si sente molto sola, poiché vive nella condizione di essere l'unico esemplare della sua specie rimasto a parte le uova che conserva Galbatorix e rimane così come Eragon, incredibilmente sorpresa, quando incontra Glaedr, il drago di Oromis, ad Ellesméra. Grazie alle sue potenti capacità magiche e alla sua natura tanto decisa e combattiva, quanto leale e protettiva specialmente nei confronti di Eragon, è una risorsa preziosissima nelle battaglie contro Galbatorix. Durante l'allenamento nella città degli elfi si fa spesso trasportare dai suoi sentimenti per l'altro drago mancandogli, in alcune occasioni, di rispetto, cosa che il vecchio drago non gradisce molto. Delle tre uova in mano a Galbatorix è la sola femmina, perciò Murtagh ha il compito di catturare lei ed Eragon vivi per poter ricostruire i Cavalieri. La situazione cambia notevolmente quando lei, Eragon e l'Eldunarí di Glaedr entrano nella Volta delle Anime, dove trovano centotrentasei Eldunarí e duecentoquarantatré uova, delle quali ventisei destinate a schiudersi per un Cavaliere. Glaedr rivela a Saphira che sua madre, la dragonessa selvatica Vervada, era discendente di Raugmar il Nero che, a sua volta, lo era di Belgabad, il più grande drago esistente all'epoca della caduta dei Cavalieri per opera di Galbatorix e dei Rinnegati. Rimarrà sempre al fianco del suo affezionato Cavaliere, appoggiandolo e seguendolo nella sua decisione di andare volontariamente in esilio.
Nel film è sostanzialmente diversa dalla descrizione del libro. In esso, infatti, ha la testa triangolare, una lunga fila di punte dorsali aguzze che partono dalla testa e arrivano fino alla fine della coda, due possenti ali da pipistrello e sputa fuoco blu. Nel film non c'è niente di tutto questo. Nel film è completamente senza spuntoni, sulla testa ha due corna appuntite e un ciuffo di peli e piume; le ali sono anch'esse ricoperte da piume e qualche squama qua e là e la coda è anch'essa piumata alla fine. Inoltre sputa semplice fuoco rosso. Secondo il regista è un drago rivoluzionario, diverso da ogni drago realizzato fino ad allora in un film ed è per questo che hanno voluto realizzarla in questo modo. Ciononostante in molti sono i fan che non smettono di esprimere la loro indignazione di fronte a questo cambiamento.

### Shruikan
Il drago che Galbatorix ruba quando era ancora un cucciolo, trasgredendo il divieto impostogli dall'Ordine dei Cavalieri che non gli aveva concesso un secondo drago dopo la morte della sua dragonessa, Jarnünvosk. Shruikan è stato legato a Galbatorix attraverso la magia oscura, che lo ha potenziato in maniera innaturale. Compare solamente alla fine di Inheritance: è nero, ha gli occhi azzurro chiaro e dimensioni colossali, diverse decine di volte superiori a quelle della dragonessa Saphira. Elva, sentendo il suo dolore, capisce che in lui c'è solo una smania di distruggere tutto a causa di quello che gli è successo, e che quindi non può essere salvato, anche se liberato dal controllo di Galbatorix. Colpito dal suicidio del re, viene immobilizzato da Saphira e Castigo e ucciso da Arya con la Dauthdaert, la lancia magica capace di penetrare la corazza dei draghi.

### Umaroth
Era il drago bianco di Vrael. Di lui si sa che, nel corso della battaglia contro Galbatorix e i Rinnegati, o immediatamente prima, espulse il proprio Eldunarì e contribuì a costruire la segreta la Volta delle Anime, nella quale furono nascoste alcune uova di drago, numerosi Edulnarì (compreso il suo) e sulla quale furono lanciati potenti incantesimi per proteggerla e farne dimenticare l'esistenza a chiunque. Egli viene incontrato da Eragon nella seconda metà di Inheritance, aiuta il giovane nel confronto finale con il re a Urû'Baen e infine lo accompagna, con il resto delle anime dei draghi, nell'esilio volontario a est di Alagaësia.

### Valdr
È il più anziano e probabilmente il più grande degli Eldunarì custoditi nella Volta delle Anime. Il suo nome nell'antica lingua significa "Dominatore". È in parte grazie ad uno dei suoi suggerimenti che Eragon riesce a trovare il modo di sconfiggere Galbatorix.

### Vervada
È la dragonessa selvatica che depose l'uovo di Saphira. Il suo nome significa Squarciatempeste. Depose molte uova, ma quello di Saphira fu l'unico che donò ai Cavalieri.

### Iormùngr
Fu il padre di Saphira ed era legato ad un Cavaliere.

### Agaravel
Una dragonessa il cui Eldunarì entrò in possesso dei Rinnegati dopo la morte del suo Cavaliere. Come raccontato da Glaedr, Kialandì e Formora la usarono nel cercare di forzare e prendere il controllo della sua mente e quella di Oromis.

### Belgabad
Fu il più grande dei draghi vissuti subito prima della caduta dei Cavalieri ed era un drago selvatico. Eragon si imbatte nel suo colossale scheletro a Vroengard nel quarto libro. Stando alle parole di Glaedr, visse per secoli nelle regioni ghiacciate del nord e tornò per aiutare i Cavalieri attaccati da Galbatorix e i Rinnegati.

### Draghi dei Rinnegati
Sono i tredici draghi che assieme ai loro cavalieri tradirono l'ordine e aiutarono Galbatorix a conquistare Alagaësia. Furiosi per il loro tradimento i draghi sopravvissuti li punirono privandoli dei loro veri nomi, rendendoli così incapaci di esprimere o formulare pensieri complessi,dato che per essi sarebbe necessaria la presenza di un'identità. Per questo i loro nomi non vengono mai nominati nel corso di tutta la saga.

## Nani
I Nani (knurla, ossia uomo di pietra, nella loro lingua) sono una razza di esseri che vivono soprattutto nel loro regno situato all'interno dei Monti Beor con capitale Tronjheim. Nel corso della storia di Alagaësia 43 nani hanno acquisito il titolo di re, guadagnato tramite votazione tra i diversi grimsborithn, gli esponenti dei vari clan che dominano le diverse zone dei Monti e delle città ivi presenti.
In principio i Nani erano un popolo nomade che popolava un'ampia e fertile regione; 8000 anni fa quelle terre si inaridirono e si trasformarono nel Deserto di Hadarac costringendoli a migrare verso sud, verso i Monti Beor. Qui riuscirono ad addomesticare le Feldunost, le grandi capre dotate di grosse corna di quei territori e grazie a Korgan si giunse alla scoperta del Farthen Dûr che di fatto diede vita alla nazione dei nani.
Successivamente essi scoprirono di non essere soli e di dover condividere Alagaësia con un'altra razza, ovvero gli Elfi. A causa del sostegno che diedero ai Cavalieri dei Draghi, si guadagnarono le ire di Galbatorix e dei Rinnegati che li perseguitarono e li terrorizzarono, costringendoli a vivere nei loro tunnel e nelle loro città sotterranee. Da quindici anni, dalla morte dell'ultimo rinnegato, Morzan, hanno ricominciato a ripopolare i loro insediamenti in superficie nei Monti Beor e alcuni gruppi sono presenti anche nel Surda. Il loro regno è stato governato da duecento anni da Re Rothgar, il 42º Re dei Nani e da Orik a partire dal terzo libro, in seguito alla sua incoronazione. Orik decide di portare i nani in guerra contro Galbatorix. Dopo la sconfitta di Galbatorix entrano nel patto dei cavalieri dei draghi.

### Dûrgrimst Ingeitum
È un clan di nani di cui fa parte Orik e al quale si unirà anche Eragon, poiché verrà adottato da Rothgar. È il clan dei fabbri, degli armaioli e dei minatori. Fondato da Korgan, il primo re dei nani. In Eragon ed Eldest il capo, o grimstborith, è Re Rothgar. Dopo la morte di quest'ultimo per mano di Murtagh, viene nominato Orik come successore.

### Orik
Orik è un nano, fa parte del Dûrgrimst Ingeitum ed è un alleato di Eragon;  è il figlio adottivo e nipote del re Rothgar. In Brisingr succede a Rothgar nella carica di re dei Nani, divenendo così il 43º sovrano del regno. Orik è un po' rude e scontroso. Rispetta i diritti degli altri, ma disprezza i Gemelli, i due maghi del Du Vrangr Gata. Fa da scorta e guida a Eragon e al suo drago Saphira. Appare la prima volta nel primo libro, quando Eragon, Murtagh, Saphira e Arya vengono feriti nel Farthen Dûr, cercando l'aiuto del Varden. Ha persuaso i Gemelli per permettere che Murtagh rimanga con i Varden, malgrado sia figlio di Morzan. Si sarebbe probabilmente rammaricato della sua decisione se avesse saputo che Murtagh avrebbe ucciso il re Rothgar. Sviluppa una grande amicizia con Eragon che continua nel secondo libro. Nell'interesse dell'imparzialità il re Rothgar scelse Orik per accompagnare Eragon a Ellesméra, il regno degli elfi, dove Eragon continua il suo addestramento come Cavaliere dei Draghi. La prima reazione di Eragon a questa decisione è irritazione, poiché significa che il viaggio dovrà essere fatto sulla terra, piuttosto che a cavallo di Saphira. Tuttavia, più tardi riconosce il programma del re Rothgar come saggio, rendendosi conto che è importante dimostrare l'uguaglianza fra le diverse razze in gioco. Durante l'addestramento di Eragon, Orik rimane sullo sfondo, essendo a conoscenza delle tensioni tra i nani e gli elfi. Col tempo, però, Orik e gli elfi diventano più tolleranti a vicenda; Orik persino presenta una parte alla celebrazione dell'Agaetí Blödhren, una cerimonia elfica tradizionale che commemora il patto fra gli elfi ed i draghi che si svolge ogni cento anni. I nani non sono stati inclusi nell'Agaetí Blödhren e quindi non possono, per il momento, diventare Cavalieri dei Draghi. Orik è promesso sposo ad una nana di nome Vedra, che è sua cugina di secondo grado. In Brisingr, Orik è capo del Dûrgrimst Ingeitum, dopo la morte di Rothgar. Supportato nella sua candidatura da Eragon, diventa re dei nani e durante la sua incoronazione proclamerà Saphira come 2º costruttrice di Isindar Mithrim (lo Zaffiro Stellato), da lei e Arya distrutto nel primo libro per salvare Eragon da Durza e da lei riparato attraverso un atto della sua straordinaria magia istintiva. In Inheritance, Orik porta i nani in guerra contro Galbatorix, arriva dai Varden mentre tengono l'assedio a Dras-Leona. Dopo il rapimento di Nasuada ospita tutti i capi dell'alleanza nel suo padiglione, dove appoggia l'ascesa di Eragon a capo dei Varden. Ricompare dopo che Eragon torna da Vroengard, quando scopre l'esistenza degli Eldunarì. Dopo la sconfitta di Galbatorix accetta di far entrare i nani nel patto dei Cavalieri dei Draghi. Cerca di convincere Eragon a rimanere in Alagaësia ma lui rifiuta e il nano comprende e rispetta la decisione dell'amico.

### Rothgar
Rothgar è il 42º re della nazione dei nani e appartiene al clan Dûrgrimst Ingeitum: è definito come sovrano saggio e la sua attento, che da un secolo governa il suo popolo. Egli adotta, prima degli eventi narrati nei libri, il nano Orik e poi anche Eragon. Egli è anche forte sostenitore di Ajihad prima e Nasuada poi, i capi dei Varden. Partecipa in prima persona alla battaglia del Farthen Dûr e in giunge alle Pianure Ardenti proprio nel momento di maggiore difficoltà per le truppe dei Varden e del Surda; tuttavia, rimane ucciso alla testa del suo esercito quando Murtagh, catturato e piegato da Galbatorix, lo uccide da grande distanza con la magia. A Rothgar succede il figlio adottivo Orik.

### Korgan
Korgan fu il primo re dei nani. Scoprì lui il Farthen Dûr mentre era in cerca di oro. Fu il creatore di Volund, il martello usato dai re dei nani per combattere ed il fondatore del Dûrgrimst Ingeitum di cui faranno parte anche Orik, Eragon e Rothgar.

### Dóndar
Dóndar è stato il decimo Re dei Nani. Nella biblioteca di Tronjheim si possono trovare diverse sue opere.

## Spettri
Uno Spettro è una creatura malvagia, molto potente e capace di usare la magia. Gli Spettri hanno una forza sovrumana, possono vedere agevolmente sia di giorno che di notte e sono accomunati da alcune caratteristiche fisiche: capelli cremisi, pelle molto pallida e occhi rossi. Uno Spettro ha origine quando uno stregone, evocando spiriti più potenti di lui, ne perde il controllo ed essi si impossessano quindi del suo corpo; può essere ucciso solo se gli si trapassa il cuore, in caso contrario si limita a svanire e a ricomparire in un altro luogo. Nel primo libro si incontra uno Spettro di nome Durza, che insieme ai Ra'zac è l'antagonista principale. Al servizio del re Galbatorix, viene ucciso da Eragon quando questi gli trapassa il cuore durante la battaglia che si svolge al termine del primo libro. Nello scontro Eragon viene gravemente ferito alla schiena da Durza. Questa ferita lo affliggerà fino a quando, nel secondo romanzo (Eldest), sarà guarito durante la Celebrazione del Giuramento di Sangue (Agaetí Blödhren). Nel terzo romanzo, Brisingr, un gruppo di maghi al servizio del Re durante l'assedio di Feinster decidono di creare uno Spettro piuttosto che arrendersi ai Varden, che stavano conquistando la città. Il suo nome è Varaug e viene ucciso da Arya con l'aiuto di Eragon dopo un duro scontro. Prima di questi due avvenimenti solo due persone avevano potuto vantarsi di essere usciti vivi da uno scontro con una di queste creature: essi sono Irnstad il Cavaliere e Laetrì l'elfo.

### Durza
È uno Spettro e il principale antagonista del primo libro, dove compare sin dalla prima pagina. Entità misteriosa, potente e pericolosa, è uno dei servi più micidiali di Galbatorix e il suo preferito dopo la dipartita di Morzan. Incontra Eragon quando il ragazzo viene catturato e imprigionato nelle segrete della cittadella di Gil'ead, dove tenta senza successo di estorcergli il vero nome; colpito poi in pieno viso da una freccia scagliata da Murtagh, si dissolve solo per ricomporsi e guidare l'esercito di Urgali formato da numerosi clan, che egli obbliga a collaborare con la magia nera. Nella battaglia del Farthen Dûr si scontra con Eragon e, nel corso del duello, si apprende dalla battaglia mentale tra i due che lo Spettro era un tempo un giovane nomade del Deserto di Hadarac, Carsaib, che aveva evocato degli spiriti per uccidere gli assassini del suo maestro Haeg, spiriti che lo avevano presto soggiogato e trasformato in Durza. Lo scontro sembra giungere al termine quando Durza infligge una grave ferita alla schiena a Eragon, ma l'intervento subitaneo di Arya e Saphira permettono al giovane di riprendere la spada e trafiggere al cuore lo Spettro, che scompare definitivamente.
Durza viene descritto come "alto e flessuoso". Come tutti gli Spettri, ha la pelle bianco perlacea e quasi trasparente, occhi vermigli e capelli rosso fuoco. Si veste di nero e combatte con una spada sottile e sempre affilata, percorsa da un lungo graffio, traccia di un combattimento tra Durza e Ajihad.
Nel film Eragon, lo Spettro Durza è interpretato da Robert Carlyle.

### Varaug
Viene creato da tre stregoni di Feinster con la collaborazione di un quarto con il solo scopo di provocare quanto più caos possibile prima di morire; viene ucciso da Arya mentre Eragon lo teneva impegnato in un feroce combattimento mentale. Al contrario di Durza, che era posseduto da solo tre spiriti, Varaug ne conteneva diverse decine, motivo per il quale era, secondo Eragon, molto più potente del suo simile; come ogni Spettro, aveva capelli e occhi rossi e la pelle chiarissima.

## Umani

### Ajihad
Ajihad è il capo dei Varden e compare nella seconda metà del primo libro. Di lui si sa che è nato nella tribù nomade Inapashunna, caratterizzata dalla grande ricchezza e abilità nell'oreficeria. Si è sposato con la cugina di un importante nobile (Fadawar) dalla quale ha avuto la figlia Nasuada. Unitosi ai Varden con la figlia appena nata, ne diviene capo quindici anni prima degli eventi di Eragon, succedendo a Deynor: ha assunto un atteggiamento più aggressivo e ha lanciato numerose incursioni nell'Impero dai Monti Beor, dove i Varden risiedono sotto l'ospitalità e la protezione del re dei Nani, Rothgar. Egli accoglie con un certo sospetto Eragon, Saphira e Murtagh quando si presentano al Farthen Dûr con l'elfa Arya svenuta e un gruppo di Kull al loro inseguimento; fa perciò sondare le loro menti dai Gemelli e imprigiona Murtagh una volta saputo che suo padre era Morzan. Saputo che un esercito di Urgali guidati dallo Spettro Durza marcia su di loro, Ajihad organizza le proprie forze, fa evacuare la popolazione inerme, proibisce a Nasuada di prendere parte alla battaglia (ordine cui lei disubbidisce) e combatte in prima fila nel duro scontro. Una volta che la battaglia si conclude vittoriosamente grazie alle azioni di Eragon, Ajihad guida diversi rastrellamenti nei tunnel della montagna, portando con sé anche un rivalutato Murtagh e i Gemelli. Questi, però, sono agenti di Galbatorix e organizzano un'imboscata con gli Urgali che sorprende Ajihad proprio mentre torna nella capitale: egli rimane ucciso e Murtagh viene rapito. Alla guida dei ribelli gli succede la giovane figlia.
Ajihad è un uomo fiero e carismatico, di spiccata intelligenza e nobile portamento; ha la pelle nera "del colore dell'ebano oliato", il cranio rasato e una corta barba nera.

### Angela
È un'erborista che vive a Teirm, accanto alla dimora del mercante Jeod. Appare per la prima volta in Eragon e sin da subito si caratterizza per l'eccentricità, il piccolo negozio ricco di piante, la compagnia del gatto mannaro Solembum e per la predizione che concede al protagonista. Alla fine del primo libro lascia la città e arriva al Farthen Dûr, dove partecipa alla battaglia contro gli Urgali indossando una peculiare armatura a placche nere e verdi e brandendo un bastone a doppia lama, un'arma dei nani chiamata hutvìr (vinta con una scommessa). In seguito cura Eragon, ma non riesce a guarirgli la terribile ferita inflitta da Durza. In Eldest decide di seguire i Varden nella campagna progettata da Nasuada contro l'Impero; ciò le consente anche, come esprime chiaramente, di tenere d'occhio Elva, la bambina benedetta/maledetta da Eragon nel primo libro. Prima della battaglia nelle Pianure Ardenti, s'intrufola nell'accampamento nemico e avvelena o riempie di allucinogeni il maggior numero possibile di scorte alimentari; combatte quindi nel duro scontro. In Brisingr cura Roran dopo la fustigazione e appare nei capitoli finali dedicati all'assedio e alla presa di Feinster, mentre in Inheritance accompagna Eragon, Arya e alcuni maghi elfi nei sotterranei dimenticati di Dras-Leona, dove dimostra incredibili qualità guerriere contro i sacerdoti adoranti l'Helgrind e i loro uomini: uccide di persona il Sommo Sacerdote. Alla fine del Ciclo, conviene sulla decisione di Eragon di lasciare Alagaësia (come d'altronde lei stessa aveva predetto) per crescere in sicurezza i draghi.
Angela è una donna minuta e gioviale, con una folta chioma di riccioli neri; la sua età è indefinita così come i suoi poteri ma, nel corso della narrazione, viene suggerito più volte o ammesso che sia molto più anziana e potente di quanto possa sembrare.

### Tenga
Un uomo anziano che viene incontrato da Eragon nel terzo libro presso l'antica torre elfica Edur Ithindra nei territori dell'Impero. Suo padre pare si chiamasse Ingvar. Fu il maestro di Angela ed è un abile e potente mago, tanto da usare la magia senza far uso dell'antica lingua per compiere un'azione semplice come accendere il fuoco nel caminetto. Le sue abilità, come quelle tramandate e insegnate ad Angela, sono tanto straordinarie da risultare incomprensibili perfino per un'elfa come Arya, che non riesce a comprendere come grazie ad un trucco del vecchio la strega sia riuscita ad uccidere con un solo fulmineo colpo circa venti soldati a Dras-Leona. Abita in una torre elfica diroccata nel territorio dell'Impero.

### Elva
Elva è la bambina "benedetta" da Eragon nel primo libro. Eragon, nel tentativo di benedirla, pronuncia nell'antica lingua la frase "Che la fortuna e la felicità ti assistano e che tu possa essere una protezione dalla sventura" invece di "Che la fortuna e la felicità ti assistano e che tu possa essere protetta dalla sventura" (confondendo skölir, protezione, con sköliro, protetto/a). Elva, a causa dell'errore di Eragon, ha il "dono" di predire la sventura e sentire il dolore di altre persone. Inoltre l'incantesimo di Eragon la costringe a proteggere e a provare lei stessa il dolore delle persone che le sono vicine. Ha l'aspetto di una bambina dai profondi e penetranti occhi viola, una voce da donna matura (anche se in alcuni casi la si vede parlare con una voce da bambina dell'età fisica del suo corpo: questo potrebbe significare che il genere di voce che le esce dalla bocca dipende dipenda dal suo stato d'animo o che la sua sia una voce da donna matura non per il timbro ma per l'esperienza e la maturità che trapelano da essa) e possiede lo stesso marchio argenteo che Eragon ha sul palmo (il gedwëy ignasia) in fronte, segno impostole dalla stessa Saphira. La maledizione le causa anche un'inaudita velocità nel crescere fisicamente e maturare mentalmente, ed è afflitta da una fame insaziabile. Basti pensare che dopo un mese che Eragon ha benedetto la neonata Elva, lei ha già un'età apparente di 3-4 anni. Eragon riesce a limitare gli effetti della maledizione nel terzo libro dell'eredità, Brisingr, permettendole di scegliere se sentire o meno il dolore delle persone. Dopo questo attenuamento della maledizione, Elva si rifiuta di collaborare al piano per distruggere Galbatorix, anche se lei, secondo Eragon e Nasuada è un'arma indispensabile. Aspettava quindi solo la liberazione e si dimostra egoista a tal punto di rinnegare anche la sua "tata", che si era presa cura di lei fin dalla sua nascita (anche se nel libro successivo sembra essersi riavvicinata a lei). In Inheritance Eragon è in grado di rimetterla in riga e convincerla a collaborare alla battaglia finale contro Galbatorix, e di fatto si rivela un'arma essenziale alla sua disfatta. Dopo la vittoria Eragon viene a conoscenza del Vero Nome dell'Antica lingua, attraverso il quale è possibile disfare ogni incantesimo, e quindi propone a Elva di sollevarla completamente da ogni obbligo di sopportare ancora il dolore altrui senza alcun rischio o intoppo. Dopo qualche esitazione Elva rifiuta questa proposta.

### Horst
Uomo robusto e con una barba a forma di badile, è il fabbro di Carvahall e marito di Elain (donna minuta, bionda e dalla carnagione pallida, comprensiva e determinata) con la quale ha tre figli: Albriech, Baldor e la piccola Hope, nata alla fine del quarto libro. Persona benestante, sostiene l'azzardato piano di Roran di lasciare la valle Palancar e fuggire, con tutto il villaggio, nel Surda. Nel corso del lungo periplo, mostra crescente rispetto per Roran e notevole tenacia; una volta nel Surda, si unisce con la sua famiglia ai Varden e viene subito apprezzato per la sua professione. Combatte in alcune battaglie ed è presente alla morte di re Galbatorix e alla vittoria finale dei popoli liberi di Alagaësia. Anche i figli, giovani robusti e in forma, partecipano ad alcuni combattimenti in Brisingr e Inheritance; Baldor perde una mano nella battaglia di Urû'Baen, ma i guaritori elfici riescono a ricurcigliela perfettamente.

### I Gemelli
I Gemelli sono due stregoni identici e calvi al comando del Du Vrangr Gata, il consiglio dei maghi al servizio dei Varden. Compaiono per la prima volta in Eragon, quando su ordine di Ajihad sondano la mente del protagonista e di Murtagh per assicurare che non sono pericolosi. In realtà, i Gemelli sono agenti del re infiltrati nei Varden: tentano perciò di strappare a Eragon le sue conoscenze dell'antica lingua e più informazioni possibili, riuscendo parzialmente nell'intento. Partecipano alla battaglia del Farthen Dûr e, pochi giorni dopo la vittoria, accompagnano Ajihad, Murtagh e alcuni Varden in una sortita nei tunnel della capitale per sterminare gli ultimi Urgali; al ritorno, un'improvvisa imboscata degli Urgali porta alla morte di Ajihad e, apparentemente, di Murtagh e dei maghi. I responsabili sono gli stessi Gemelli che, lasciati indizi consistenti per farsi credere morti assieme a Murtagh, tornano alla capitale Urû'Baen con il giovane, che Galbatorix lega a sé dopo averne scoperto il vero nome.
Creduti morti da tutti i Varden, i Gemelli riappaiono alla fine di Eldest, nel corso della battaglia delle Pianure Ardenti, a capo dei maghi dell'esercito imperiale; riescono a uccidere alcuni maghi del Du Vrangr Gata e numerosi soldati. Inaspettatamente, vengono attaccati da Roran, giunto nel luogo dello scontro con una nave rubata a Teirm, che li uccide a colpi di martello.

### Garrow
È il padre di Roran, lo zio di Eragon, il fratello di Selena e l'ultimo marito di Marian. Circa 16 anni prima degli eventi narrati in Eragon, Selena giunse a Carvahall, sola ed incinta. Pregò disperatamente Garrow, suo fratello, di prendersi cura del suo nascente neonato e, dopo aver dato vita ad Eragon, partì e non fu mai più vista. Da allora in poi Garrow si occupò di Eragon, anche dopo la morte di sua moglie Marian. Roran ed Eragon sono in perfetta sintonia e si considerano fratelli, anche se non lo sono. Dopo che Eragon trova l'uovo di Saphira nella Grande Dorsale degli stranieri vengono nella città cercando il ragazzo. Nello stesso tempo, Roran lascia la città per un lavoro al mulino di Therinsford. Quando gli stranieri iniziano a fare domande su dove fosse Eragon, Eragon è costretto a fuggire con Brom o rischiare di essere catturato ed ucciso. Fuggendo egli svia anche l'attenzione dalla città (almeno per un breve periodo, poiché la pace non dura). Non avendo trovato nulla nella fattoria di Garrow, gli stranieri la distruggono e uccidono Garrow. È solo nel libro Eldest che Roran riceve la cattiva notizia e ritorna a casa per il padre. Roran biasima Eragon per tutto quello che è accaduto, ma gli vuole ancora bene come membro della sua famiglia.

### Jeod
Soprannominato "Gambelunghe", è un ricco mercante di Teirm e agente dei Varden. Appare per la prima volta a metà di Eragon, quando aiuta il protagonista e Brom a tracciare il commercio e gli acquirenti dell'olio di Seithr, allo scopo di trovare il covo dei Ra'zac. Sin da subito, si viene a sapere che Jeod e Brom sono buoni amici e che il mercante, circa venti anni prima degli avvenimenti del Ciclo dell'Eredità, aveva scoperto il passaggio segreto che conduceva nel castello di Urû'Baen; l'informazione fu usata da Brom per tentare di rubare le tre uova in mano a Galbatorix, operazione che tuttavia ne fruttò uno solo (quello di Saphira) e finì quasi nel disastro quando il ladro ingaggiato fu trovato da Morzan: egli fu quindi affrontato e sconfitto da Brom a Gil'ead, accompagnato da Jeod. Nel corso delle conversazioni, si apprende inoltre che l'Impero ha scoperto il supporto che Jeod garantisce ai Varden e che sta boicottando la sua attività commerciale. In Eldest, Roran e alcuni compaesani chiedono aiuto proprio a lui per caso; Jeod, dopo un momento, lo riconosce e, in seguito alla sua promessa di non rivelare la sua presenza a Teirm (Roran era ricercato per gli avvenimenti a Carvahall e la parentela con Eragon), decide di seguirlo nel Surda. Qui giunto con la moglie Helen, Jeod rimane nelle retrovie; in Brisingr Eragon fa dono alla coppia di una sfera d'oro per consentire loro di ricostituire la loro fortuna. In Inheritance, Jeod rende un prezioso aiuto ai Varden, impantanati nell'assedio di Dras-Leona, rintracciando su antichi manoscritti una vecchia rete fognaria che permette a Eragon, Arya, Angela e alcuni elfi di penetrare in città e sbloccare la situazione. Alla fine del Ciclo, si viene a sapere che sua moglie ha creato una florida società commerciale e che lui è un membro della società segreta Arcaena, dedita a raccogliere e catalogare la conoscenza del mondo.
Jeod è un uomo magro e alto, con lunghi capelli brizzolati e una peculiare cicatrice sulla tempia che si è procurato quando Brom e Morzan si scontrarono a Gil'ead. Quando lascia Teirm, torna a brandire la propria arma, uno stocco.

### Nasuada
È l'unica figlia di Ajihad, capo dei Varden. Alla morte del padre sarà lei a ereditarne l'incarico, nonostante la giovane età. Partecipa alla battaglia nel Farthen Dûr ed Eragon è il suo unico vassallo. È un personaggio dalla personalità molto forte, coraggiosa e ostinata insieme ad un grande senso di responsabilità e serietà dei propri doveri di regina, sa inoltre come guadagnarsi la fiducia e il rispetto del suo popolo grazie alla sua tenacia e volontà. Intrattiene un solido rapporto di amicizia e comprensione con Eragon, che la stima e rispetta come sua leader. Fin dal principio, Nasuada dimostra di essere una sovrana decisa, competente e saggia, è ben disposta ad ascoltare i consigli che le vengono forniti e a confrontarsi con i suoi alleati, ma prova di essere anche comprensiva ed empatica, tenendo sinceramente al proprio esercito e al suo popolo. In Inheritance viene rapita da Murtagh e imprigionata, viene costantemente torturata fisicamente e mentalmente da Galbatorix, affinché metta al suo servizio le sue grandi abilità strategiche, ma la ragazza con coraggio e forza d'animo, si rifiuta fermamente di giurare fedeltà al re e tradire la causa in cui ella crede. Durante la dolorosa prigionia, trova un inaspettato alleato in Murtagh, al quale lentamente si avvicina. I due si avvicinano istaurando una particolare alchimia e Nasuada verrà a conoscenza del difficile passato del ragazzo comprendendone la personalità tormentata e sofferente. Nonostante le insistenze di Galbatorix, lei non cede, grazie anche all'aiuto mentale di Murtagh, che le confessa di non aver mai voluto rapirla, e infine viene salvata dal fedele Eragon e da Murtagh (che nel mentre si è innamorato di lei) dopo che hanno ucciso il re e il suo drago. Diventerà la regina dell'impero, sostenuta dalla solida lealtà di Eragon, Arya, Orik e Roran, venendo però abbandonata da Murtagh, verso il quale la giovane ha cominciato a provare un sincero sentimento romantico che si rivelerà essere pienamente corrisposto, questo perché il giovane Cavaliere intende espiare ogni sua colpa nei confronti del regno lontano dall'Impero. Col cuore spezzato, Nasuada non si oppone alla sua decisione e lascia andare Murtagh comprendendo il desiderio del ragazzo.
È la figlia di Ajihad, il capo dei Varden, un gruppo di ribelli che si è opposto all'Impero di re Galbatorix, e lo combatte soprattutto vicino ai monti Beor. Quando Ajihad morì, dopo la guerra del Farthen Dûr, Nasuada prese il suo posto come capo dei Varden; nonostante ella avesse solo 17 anni, si rivela una leader molto intelligente e temeraria, capace e degna della sua posizione dimostrando la sua incrollabile fede alla causa dei Varden sottoponendosi alla Prova dei Lunghi Coltelli nel terzo libro del ciclo dell'eredità, Brisingr. Si sa molto poco circa le sue origini. Il principe dei nani Orik dice ad Eragon che nessuno sa chi sia sua madre (Ajihad mostrò la neonata ai suoi sudditi dicendo solo che era sua figlia). Nonostante questo, nel quarto libro viene rivelato che si chiamava Nadara. Orik fa osservare che è una "ragazza strana" che, nonostante la sua giovane età, è capace grazie al suo carisma nel parlare di manipolare i nemici del padre ed è molto fedele e devota a lui e rispettosa nei confronti della sua memoria. Nasuada ed il padre vivono a Tronjheim (una città dei nani che si trova nei monti Beor e che è la base del movimento di resistenza) fino a che gli Urgali invadono i tunnel dei nani e la città viene quasi distrutta in una battaglia feroce. Nella battaglia del Farthen Dur, Nasuada disobbedisce agli ordini del padre e anziché fuggire con le altre donne e con i bambini combatte segretamente tra le file degli arcieri Varden con l'intenzione sincera e nobile di voler proteggere il suo popolo che tanto ama.

### Orrin
È il re del Surda, che si è distaccato dall'Impero ed è ostile ad esso; inoltre aiuta i Varden mandando armi e approvvigionamenti a Tronjheim. Fa la sua prima apparizione nel secondo libro della saga, Eldest, nella parte del libro dedicata a Nasuada, e ricopre un ruolo importante anche in Brisingr e in Inheritance. Orrin viene presentato come il re del Surda, un piccolo Stato nel sud di Alagaësia indipendente dall'influenza e dal potere di re Galbatorix. Figlio di Larkin, appartiene alla dinastia dei Langfeld e proprio la sua antenata Lady Marelda aveva condotto il Surda all'indipendenza attraverso la Battaglia di Cithrì. Vive nel Castello di Farnaci, la fortezza della capitale, Aberon. Rappresentato come un uomo di bell'aspetto, ciò che viene più sottolineato su di lui è il carattere: molto intelligente ma allo stesso tempo privo di esperienza e, soprattutto col passare del tempo, abbastanza egocentrico. All'inizio rifiuta ogni qualsiasi contatto con i Varden, temendo una futura e inevitabile guerra contro Galbatorix; dopo la battaglia del Farthen Dûr consente a Nasuada e al suo esercito di sistemarsi nel proprio Stato. Già nella sua prima apparizione, viene ripreso dalla stessa Nasuada, che gli rimprovera uno scarso interesse all'esercizio del suo potere e alla guerra imminente: egli passa infatti chiuso nel suo laboratorio, svolgendo complessi esperimenti scientifici, ottenendo anche ottimi risultati, ma mettendo in pericolo anche la sua stessa salute. Pian piano, assumerà un ruolo sempre più importante nella lotta contro l'Impero e nelle battaglie, tra le quali la prima sarà quella delle Pianure Ardenti, dimostrerà buone abilità e coraggio. Rimarrà però sempre sospettoso nei confronti di Nasuada, Eragon e dei Varden, sentendosi molte volte escluso dalle informazioni più importanti. Rinnega poi più volte una certa autorità: dapprima desidera diventare capo dei Varden e, dopo la caduta di Galbatorix, si scontra con Nasuada, Eragon, Orik, Arya, Lord Däthedr, e Grimmr Zampamonca che sostengono la regina dei Varden come degna erede del potere imperiale. Dopo un'estenuante tira e molla, le concederà il potere e le giurerà fedeltà, ma chiederà in cambio nuove terre da annettere al Surda: prima richiede quelle della zona sud-orientale, (Arughia, Feinster, Melian e Belatona) ma al posto di quest'ultima, troppo importante per il commercio, Nasuada inserisce Furnost, con annesso Lago Tüdosten. Alla fine della saga viene spesso fatto notare anche che le fatiche e lo stress della guerra lo avevano portato ad essere un frequente bevitore.

### Roran
Roran è il figlio naturale di Garrow e cugino di Eragon, al quale è legato da un fraterno affetto. Nel primo libro, si viene a sapere che Roran e Katrina, una ragazza di Carvahall, sono innamorati e che lui, nonostante la dura e ferma opposizione del padre di lei (Sloan, il macellaio del villaggio che ha in antipatia sia Roran che Eragon) ha deciso di sposarla; per guadagnare i soldi necessari al matrimonio e al mantenimento, però, accetta un'offerta di lavoro nel vicino villaggio di Therinsford come mugnaio. In questo modo rimane all'oscuro del drago allevato di nascosto dal cugino (Saphira) e della morte del padre, ucciso dai Ra'zac dopo essere stato torturato. Avvisato da un abitante, all'inizio di Eldest Roran torna subito al suo paese natale e in preda alla rabbia e sconforto incolpa Eragon della sciagura. Diviene inoltre bersaglio dei Ra'zac, che tornano con un distaccamento di soldati per catturarlo in quanto cugino del nuovo Cavaliere dei Draghi. Roran, armatosi di un martello preso dal fabbro Horst (prende spunto da Gerand, l'eroe della Canzone di Gemnd), si pone al comando degli uomini abili del villaggio e respinge con abilità e coraggio due assalti dei soldati nemici proteggendo gli abitanti del villaggio. Roran, sopraffatto dagli sfortunati eventi e dalle disgrazie che hanno colpito sia la sua gente che lui direttamente, trova conforto e sostegno specialmente nell'amata Katrina, alla quale alla fine chiede di sposarlo e lei accetta. Tuttavia Sloan, furioso per il fidanzamento, tradisce il villaggio vendendo Roran ai Ra'zac e il ragazzo nella lotta rimane ferito alla spalla e inoltre i Ra'zac rapiscono sia Katrina che il macellaio. Disperato per la perdita dell'amata e animato da una furiosa rabbia, Roran convince con il supporto di molti compaesani l'intera popolazione a lasciare case e averi per valicare la Grande Dorsale e raggiungere via mare il Surda, il regno ai margini meridionali dell'Impero, visto che nella valle Palancar il pericolo di morte è certo. Egli nutre anche la speranza di scovare i Ra'zac e liberare Katrina.
Il duro viaggio per la sopravvivenza lo rende, come molti suoi compaesani, più violento, determinato e scaltro: costretto con l'inganno e la minaccia un proprietario di chiatte, Roran porta i suoi compaesani da Narda sino a Teirm, dove per caso s'imbatte in Jeod Gambelunghe, agente dei Varden ormai scoperto dall'Impero che decide di unirsi a lui (con la moglie) nel furto del grande veliero Ala di Drago, sul quale prende posto tutta Carvahall. Sfuggita alla caccia, la nave approda alle rive del fiume Jiet che bagnano le Pianure Ardenti proprio nel corso della battaglia: qui Roran uccide i malvagi Gemelli e reincontra il cugino Eragon, che gli spiega il reale svolgimento dei fatti e che gli promette di aiutarlo nella liberazione di Katrina, imprigionata nell'Helgrind. Una volta riusciti nell'intento all'inizio di Brisingr e ritrovata l'intesa perduta tra i due cugini, Roran entra a pieno titolo nei Varden, forte della reputazione che si è costruito per la disperata impresa (è noto come "Fortemartello"), partecipa a diverse incursioni nei territori meridionali dell'Impero (rimanendo ferito più volte) e si sposa con Katrina, già incinta: la cerimonia è officiata dal cugino Eragon, che dona loro due fedi incantate. Commette inoltre un atto d'insubordinazione, che salva la vita a molti Varden ma gli costa una pubblica fustigazione: dopo di ciò Nasuada lo nomina temporaneamente capitano, poiché una seconda intemperanza da parte Roran sarebbe stata punita con l'impiccagione. Dopo aver sconfitto in un duello a mani nude un Urgali che aveva messo in discussione il suo comando, partecipa all'assedio della città portuale di Feinster, che si conclude vittoriosamente con la fine del terzo libro, e con un astuto stratagemma riesce a penetrare nella munita Arughia all'inizio di Inheritance, atto che gli conferma il suo grado. Combatte infine nella battaglia per Dras-Leona ed è in prima fila nell'attacco a Urû'Baen; in questa occasione duella con il potente comandante dell'esercito imperiale, Lord Barst, ne infrange l'Edulnarì che gli donava immensa forza e lo uccide. Una volta morto Galbatorix, il nuovo sovrano, Nasuada, gli concede il titolo di conte della valle Palancar; viene, inoltre, considerata per breve tempo l'opportunità di far sedere lui sul trono, in virtù della riconosciuta fama e del vastissimo seguito. Una volta che Eragon decide di andare in volontario esilio, Roran saluta affettuosamente il cugino e torna con Katrina e la figlia nata da poco nella valle, per ricostruire Carvahall.
Roran è descritto in Eragon come un giovane di diciotto anni dal punto di vista fisico muscoloso mentre caratterialmente è un ragazzo sincero, risoluto, molto protettivo e fedele nei confronti della famiglia assieme ad un grande senso del dovere e cauto nel muoversi.

### Selena
Potente strega, è la madre biologica di Eragon e Murtagh, moglie di Morzan e successivamente amante di Brom, nonché sorella di Garrow. Non appare mai nel Ciclo dell'Eredità, eccetto in un suo fairth (ritratto su pietra eseguito con la magia) che Oromis mostra a Eragon nei capitoli finali di Brisingr. Di lei si sa che, innamoratasi di Morzan, ebbe con lui Murtagh e si pose al suo servizio: divenne nota come "Mano Nera", una spia a lui solo fedele e senza pietà. Tuttavia, la natura violenta di Morzan, che arriva a ferire gravemente il figlio, fa tentennare il suo amore e la sua devozione. Alla fine, s'innamora ricambiata di Brom, infiltratosi nella tenuta di Morzan come giardiniere per spiarne le mosse: dall'unione amorosa dei due nasce Eragon, che Selena partorisce nel villaggio di Carvahall e per tenerlo lontano dalla crudeltà di Morzan, affida il neonato alle cure del fratello Garrow. Tornata nel castello di Morzan, muore dopo due settimane a causa di una grave malattia appena due ore prima di poter rivedere Brom.

### Sloan
È l'avido e attaccabrighe macellaio di Carvahall, padre di Katrina. Sin dall'inizio del primo libro, si viene a sapere che odia e teme la Grande Dorsale, dove sua moglie Ismira si suicidò gettandosi da una cascata, e che nutre una profonda antipatia per Eragon, Garrow e Roran, il quale si fidanza in segreto con sua figlia. In Eldest combatte con ferocia i soldati imperiali che attaccano Carvahall per catturare Roran (che diviene in breve il capo riconosciuto della resistenza); saputo però del fidanzamento e mosso da profonda gelosia, tradisce i compaesani e permette ai soldati (e ai Ra'zac che li comandano) di superare le improvvisate difese. Nella battaglia Roran rimane ferito e sia Sloan, sia Katrina sono rapiti dai due mostri, che li rinchiudono nella loro tana, la montagna nera Helgrind. Qui viene sottoposto a torture e gli vengono cavati gli occhi. All'inizio di Brisingr Eragon lo salva senza tuttavia informarne Roran e Katrina: è infatti al corrente del tradimento del macellaio, ma non riesce a ucciderlo. Ne scopre dunque il vero nome e gli impone, attraverso un complicato incantesimo, di raggiungere la Du Weldenvarden e vivere lì il resto della sua vita, senza poter mai più vedere Katrina ma con la possibilità di recuperare la vista se si fosse sinceramente pentito del suo operato. Riappare brevemente alla fine di Inheritance, quando Eragon gli restituisce di sua sponte la vista e gli permette di osservare da lontano sua figlia, insieme a Roran e alla loro figlioletta e sua nipote, Ismira.

### Trianna
È una maga facente parte del Du Vrangr Gata, del quale assume il comando dopo la presunta morte dei Gemelli, senza però dare alcun giuramento di fedeltà a Nasuada. Fa la sua prima apparizione all'inizio di Eldest, quando approccia Eragon tre giorni dopo la battaglia nel Farthen Dûr. Dopo avergli spiegato che era stata introdotta alle arti magiche dalla madre (una guaritrice del Surda), tenta di sedurlo facendo uso di un bracciale a forma di serpente, cui fa prendere vita con l'antica lingua. Il suo tentativo viene frustrato dall'intervento di Saphira, che la caccia. Nel corso della narrazione, Trianna aiuta Nasuada fabbricando con la magia dei fini merletti che consentono ai Varden di rimpolpare le loro depauperate finanze e rendersi più indipendenti dagli aiuti del Surda e dei nani. Alla fine di Eldest ha un confronto verbale con Eragon che, tornato da Ellesméra e su richiesta di Nasuada, le chiede di cedergli il comando del Du Vrangr Gata in vista della battaglia imminente nelle Pianure Aardenti; Trianna si oppone, essendo abituata a esercitare il comando, e quindi si giunge a un compromesso: Eragon le avrebbe dettato istruzioni durante la battaglia e avrebbe aiutato lei e i maghi dei Varden a localizzare e sconfiggere gli stregoni dell'Impero. Trianna sopravvive alla battaglia e continua ad aiutare i Varden nel corso della campagna che espugna una dopo l'altra le principali città imperiali; tuttavia sparisce progressivamente dalla narrazione. In Brisingr ha un breve diverbio con Angela, che l'accusa d'incompetenza nella cura di Roran, subito dopo la fustigazione di questi.
Trianna è descritta come una donna attraente, con occhi azzurri e capelli neri crespi, dotata di un sorriso intrigante e "denti bianchissimi". Non si sa quanto sia effettivamente abile nell'uso della magia, sebbene sia specificato che una volta ha evocato degli spiriti, quindi dovrebbe essere molto potente, nonostante la media di potere magico del Du Vrang Gata sia piuttosto scarsa.

### Varden
I Varden ("guardiani" nell'antica lingua) sono la compagine politico-militare che si oppone a re Galbatorix. Furono fondati da Brom dopo la caduta dei Cavalieri dei Draghi e da lui condotti per pochi anni, giacché preferiva agire da solo per annientare i Rinnegati: gli successe perciò Weldon, che si dedicò a rafforzare le sue file, organizzare un esercito e uccidere i candidati del re per le tre uova di drago rimaste. A Weldon successe Deynor che, preoccupato dal mediocre livello del gruppo di maghi e stregoni noto come Du Vrangr Gata, accolse i Gemelli nei Varden. Fu inoltre cementata un'alleanza con il regno del Surda, sebbene nei libri non venga specificato l'esatto periodo. Questi fu poi rimpiazzato da Ajihad, il quale aiutò Brom e Jeod Gambelunghe a introdursi nel castello di Urû'baen (attraverso un passaggio segreto scoperto dal secondo) allo scopo di rubare le uova: tuttavia solo una fu presa e da allora per quasi vent'anni fu spostata a intervali regolari dalla Du Weldenvarden ai Monti Beor, dove i Varden erano ospitati da re Rothgar dei nani.
I Varden, nominati numerose volte in Eragon, appaiono verso la fine del libro e combattono la battaglia nel Farthen Dûr con il supporto dei nani, di Eragon e della dragonessa Saphira. In Eldest e poi Brisingr si viene a conoscenza della struttura del movimento di resistenza: il capo dei Varden viene scelto dal Consiglio degli Anziani, formato da cinque membri, al quale giura fedeltà e impegno a operare nell'interesse dei ribelli. Sia Ajihad, sia Nasuada, che succede al padre ucciso in un'imboscata, dimostrano notevole carisma e autorevolezza e non si fanno manipolare dal Consiglio. Un gradino sotto si trovano i capitani delle truppe: nel Ciclo dell'Eredità essi sono Jormundur (membro del Consiglio ma fedele collaboratore di Nasuada), Martland Barbarossa, Brigman, Edric (che in Brisingr viene sollevato dal comando per inettitudine) e Roran, nominato tale dopo l'audace presa di Arughia. Ciascuno di costoro guida un battaglione, ma non si specifica mai l'organico di tali formazioni. Nel secondo e terzo volume, sotto l'energica guida di Nasuada, i Varden si preparano a un attacco diretto all'Impero con il sostegno dei nani e del Surda e risolvono i problemi finanziari che da decenni li affliggevano, rendendoli troppo dipendenti dagli alleati; si delinea inoltre una rivalità, dapprima tenue poi sempre più marcata, tra Nasuada e re Orrin del Surda. Essi riescono a vincere, a costo di perdite pesanti, la battaglia delle Pianure Ardenti (in occasione della quale anche gli Urgali sono integrati nei loro ranghi) e conquistano una dopo l'altra Feinster, Belatona, Arughia e Dras-Leona. Subito dopo lo scontro, Nasuada viene catturata da Murtagh e Castigo e perciò alla testa dei Varden giunge Eragon, che la donna aveva indicato come suo erede: egli tuttavia si affida molto a Jormundur, Orrin e gli altri strateghi. Nella battaglia finale a Urû'baen i Varden sono affiancati dall'esercito elfico e dai gatti mannari. Al termine di Inheritance non è ben spiegato cosa accade loro: sembra di capire che divengono l'ossatura dell'esercito del nuovo regno guidato da Nasuada, che assume il titolo di regina.

### Uthar
È uno dei marinai amici di Jeod che collaborano al furto dell'Ala di Drago nel corso del libro Eldest. Uthar è descritto grande e grosso, di aspetto torvo, taciturno, con un codino che gli ricade sulle spalle, mani annerite dal catrame e molte cicatrici. È il classico marinaio, superstizioso. Infatti, si  oppone alla presenza di Birgit, sostenendo che porti sfortuna avere una donna su una nave.
Uthar faceva parte degli equipaggi delle navi di Jeod, incaricate di rifornire i Varden attraverso il Surda. Fedele al suo superiore e ai Varden, era scampato agli attacchi delle navi da parte dell'Impero. Quando Roran Garrowsson e i trecento profughi di Carvahall giungono a Teirm, Uthar ed altri pochi marinai fedeli ai Varden sono praticamente intrappolati in città. La loro copertura è ormai saltata e non possono reagire. Quando Jeod propone loro di partecipare al furto di una grande nave dell'Impero, l'Ala di Drago, accettano. Roran e Uthar si impossessano della nave, e, una volta imbarcati i profughi, Uthar prende il comando della nave, guidandola lontano da Teirm. Uthar si dimostra un capitano esperto, riuscendo a tenere la distanza con gli inseguitori dell'Impero. Quando Roran propone l'attraversamento dell'Occhio del Cinghiale, un terribile gorgo, Uthar ragionevolmente si oppone, ma alla fine si lascia convincere. L'operazione riesce grazie al lavoro di remi dei profughi. Arrivati nel Surda, Uthar rimane sulla nave (molti profughi scendono invece nella città surdana di Dauth). Roran e Jeod convincono i rimanenti a dirigersi alle Pianure Ardenti per supportare i Varden in battaglia. Qui Uthar dirige le baliste della nave contro i soldati imperiali. Si presuppone che sia successivamente rimasto fra i Varden.

### Lord Barst
Barst è un nobile, fedele a Galbatorix. È a capo dell'esercito imperiale quando i Varden attaccano Urû'baen per uccidere il re. La sua armatura contiene un Eldunarì che lo rende immensamente potente; grazie a questa forza riesce ad uccidere anche molti elfi, compresa la loro regina Islanzadi. L'arma da lui utilizzata per tutta la battaglia è un mazzafrusto. Viene ucciso da Roran, verso la fine della battaglia, grazie all'aiuto di Kull e gatti mannari; infatti Roran si era accorto che se Lord Barst veniva attaccato continuamente il suo Eldunarì non riusciva a "ricaricarsi" e diventava perciò vulnerabile. Dopo la sua morte l'esercito di Galbatorix, demoralizzato e senza una guida, viene sconfitto molto più rapidamente dai Varden.

### Tredici Rinnegati
I tredici Cavalieri dei Draghi che si schierarono con Galbatorix contro il loro stesso ordine. Per punirli i sopravvissuti alla strage maledirono i loro draghi trasformandoli in animali veri e propri, senza capacità di parlare o di formulare un pensiero compiuto. I Rinnegati morirono per malattie e suicidio, ma la maggior parte di essi venne uccisa dai Varden e da Brom in persona. L'ultimo Rinnegato a morire fu Morzan.

## Elfi

### Blödhgarm
È uno dei dodici elfi che Islanzadi ha inviato a Eragon come supporto magico in battaglia presso i Varden. La sua prima comparsa risale al capitolo Lupo di Sangue in Brisingr. A differenza dei comuni elfi, Blödhgarm ha modificato il suo aspetto fisico per assomigliare il più possibile a un lupo (di cui possiede una pelliccia blu scuro) e a un'aquila (della quale conserva il colore degli occhi). Le sue trasformazioni hanno tuttavia causato un effetto collaterale: egli infatti emana un'irresistibile fragranza, percettibile solo dalla componente di sesso femminile delle razze di Alagaësia. Aiuta, insieme ad Arya e i suoi undici compagni, Eragon durante lo scontro con Murtagh in Brisingr: grazie al supporto elfico il protagonista riesce ad avere la meglio sulla sua nemesi, che però riesce a fuggire grazie alla stanchezza dell'eroe e di Saphira. L'elfo, nonostante fornisca un considerevole supporto al Cavaliere, combatte al fianco degli umani non senza reticenze, costringendo in più di un'occasione Eragon a usare i propri mezzi magici per guarirsi o aprirsi la strada fra i nemici. Alla fine dell'assedio di Feinster, dopo essere stato lasciato indietro da Eragon e Saphira, Blödhgarm promette al Cavaliere di combattere in futuro a fianco dei Varden senza più riserve. In Inheritance lo stregone combatte insieme ai Varden fino all'ultima battaglia, quando viene catturato insieme agli altri elfi prima di incontrare Galbatorix con un incantesimo dello stesso. Alla fine del libro lascia Alagaësia insieme ad Eragon e una ventina di altri elfi.

### Tarmunora
Fu la regina elfica sotto la quale venne raggiunta la pace con i draghi e stretto il patto fra le due specie che portò alla nascita dei Cavalieri dei Draghi.

### Evandar
Evandar fu re degli elfi e successe a Dellanir 500 anni prima della vicenda raccontata nel Ciclo dell'Eredità. Fu il compagno di Islanzadi e il padre di Arya. Rimasto ucciso in una feroce battaglia contro Galbatorix a Urû'baen, gli succedette Islanzadi.

### Islanzadi
È la regina degli elfi nel Ciclo dell'Eredità e madre di Arya. In Eldest si viene a sapere che si era opposta fermamente all'intenzione della figlia di assumere l'incarico di ambasciatrice presso i Varden, i nani e il Surda, cosa che però non aveva impedito ad Arya di proseguire e viaggiare per circa settant'anni, periodo nel quale Islanzadi non le parla né la vede. Difatti, si reincontrano solo quando Arya accompagna Eragon a Ellesméra perché prosegua il suo addestramento. La presenza della figlia e di un nuovo Cavaliere de Draghi fanno sì che Islanzadi consideri sempre più l'opportunità di scendere in guerra a fianco degli umani e dei nani contro Galbatorix. Nel secondo libro officia inoltre l'Agaëtì Blödhren (la "Celebrazione del Giuramento di Sangue") e fa dono a Eragon, in procinto di partire per le Pianure Ardenti, di un arco da lei personalmente cantato. Lo informa, infine, che ha inviato nel Surda dodici dei suoi migliori maghi per aiutarlo.
In Brisingr, Islanzadi ha un colloquio con Eragon, che la contatta con la divinazione, riguardo alla punizione che il giovane ha pensato d'infliggere a Sloan, il vile macellaio di Carvahall; ella, dopo un serrato scambio di battute, acconsente a che l'uomo viva nella Du Weldenvarden. Nel corso della narrazione si intuisce che la regina è tenuta al corrente degli eventi, mentre lei stessa afferma che ha guidato le sue truppe all'attacco della città settentrionale di Ceunon. Combatte in prima fila anche nell'assedio di Gil'ead, ma non può fare nulla per soccorrere Glaedr e Oromis, che periscono nella battaglia. In Inheritance, si riunisce ai Varden, ai nani, ai Surdani e ai gatti mannari dinanzi Urû'Baen: qui impegna un epico duello contro Lord Barst, comandante dell'esercito imperiale, che riesce a ucciderla. Alla conclusione del Ciclo, il suo posto è preso dalla figlia Arya.

### Rhunön
È un'elfa fabbro che compare in Eldest e poi alla fine di Brisingr, dove mediante complicati incantesimi controlla il corpo di Eragon e forgia per lui la migliore spada che abbia mai fabbricato, Brisingr. Ciò si rivela necessario in quanto Rhunön, dopo la caduta dei Cavalieri e le stragi compiute da Galbatorix e i Rinnegati, aveva giurato che non avrebbe più costruito una spada con le sue mani. L'elfa, infatti, è antichissima: nel terzo libro viene detto esplicitamente che ha fornito tutte le spade ai Cavalieri e che nacque prima della guerra tra draghi ed elfi, dopo la quale fu fondato l'Ordine. Perciò, ha più di 2.000 anni.

### Vanir
È un elfo che, su richiesta di Oromis, allena Eragon a Ellesméra; in Eldest, dove fa la maggior parte delle sue apparizioni, viene specificato che è un abile spadaccino ed è più vecchio di Arya. Siccome Eragon è ancora umano, Vanir riesce sempre ad avere la meglio su di lui senza grande sforzo e assume un atteggiamento sprezzante, generando nel giovane rabbia e sfiducia in sé stesso. In seguito alla trasformazione che Eragon subisce nell'Agaëtì Blödhren, Vanir rimane sorpreso dalla superiorità dell'avversario, che infine gli spezza un braccio e lo disarma. Vanir capisce allora di essersi sbagliato e chiede perdono al cavaliere del suo comportamento, dettato dalla paura per il futuro incerto: i due si riconciliano. In Inheritance, dopo la sconfitta di Galbatorix, acconsente a divenire ambasciatore degli elfi presso gli umani al posto di Arya (scelta come regina dopo la morte di Islanzadi), desiderando imparare i loro costumi e la loro cultura.

## Gatti mannari

### Solembum
È un gatto mannaro asciutto, con spalle potenti e larghe zampe, amico di Angela l'erborista. Appare per la prima volta in Eragon, in occasione della premonizione che Angela concede al protagonista; egli la integra dandogli indicazioni su dove cercare un'arma quando ne avrebbe avuto bisogno e dove recarsi quando avrebbe pensato che ogni cosa fosse perduta. Come tutti i gatti mannari del Ciclo dell'Eredità, si rivolge raramente agli umani (Angela esclusa) e spesso tramite enigmi; può inoltre assumere una forma umana, divenendo un ragazzo dai capelli irti, denti aguzzi e occhi ferini, che combatte brandendo un pugnale.

### Altri
Nel corso del Ciclo dell'Eredità, Eragon e altri comprimari s'imbattono in alcuni altri gatti mannari. Il giovane incontra diverse volte Maud, una gatta mannara che vive a Ellesméra e che, quando non è nella sua forma animale, ha l'aspetto di una gracile e minuta donna dal volto rugoso e avvizzito, incorniciato da ispidi capelli bianchi. È nota anche come Zampalesta, l'Osservatrice e Danzatrice dei Sogni.
All'inizio di Inheritance fa la sua apparizione anche Grimrr Zampamonca, re dei gatti mannari, che stringe un'alleanza con Nasuada. Manca di due dita della zampa sinistra. Nella sua forma umana è alto quanto un nano, ha capelli lunghi e neri, occhi verdi a mandorla, mento piccolo e appuntito, zigomi ampi e una carnagione color nocciola percorsa da numerose cicatrici. Detesta Angela perché in passato, continuando a torturare un pettirosso nonostante le ripetute richieste dell'erborista, ella lo colpì con un incantesimo che lo fece cinguettare per una settimana. La sua compagna, Cacciaombre, ha l'aspetto di una gatta bianca ma non è dato sapere come appaia nella sua forma umana.
Infine, sempre in Inheritance compare Occhigialli, un gatto mannaro grasso che decide di servire Nasuada come consigliere, una volta che la donna è salita al trono dell'Impero.

## Urgali
Gli Urgali (che si autodefiniscono Urgralgra o Arieti) sono descritti come creature umanoidi, con la pelle grigia, orecchie piccole, braccia robuste, gambe storte e grandi corna vistose e ritorte. Parte dell'epidermide degli Urgali è ricoperta da pungenti setole, come punte di filo spinato. Hanno  sette dita nei piedi. Molti di loro parlano anche la lingua degli umani, sebbene con un forte accento gutturale. La specie degli Urgali proviene dalla stessa terra degli elfi, Alalea. Gli Urgali seguirono gli elfi sul mare e, arrivati ad Alagaësia, si installarono principalmente fra le montagne della Grande Dorsale, sparpagliandosi tra piccoli villaggi di capanne. Gli Urgali si inimicarono in poco tempo nani, elfi e umani, a causa della loro bellicosità. Anche tra di loro, tuttavia, non andavano d'accordo, e si facevano continuamente guerra tra di loro, minando la sopravvivenza della loro razza. Come ricorda Brom, gli Urgali si sono riuniti nella loro storia di spontanea volontà solo un paio di volte. Alla fine del primo libro, sotto il controllo dello Spettro Durza, gli Urgali irrompono nel Farthen Dûr, capitale del regno dei nani e roccaforte dei Varden, un movimento di resistenza (umani e nani) all'Impero di Galbatorix, capeggiati da Ajihad, un uomo del sud, con la pelle colore dell'ebano. La battaglia terminerà con la morte di Durza e con la conseguente liberazione degli Urgali dall'incantesimo che permetteva allo Spettro di controllarli a suo piacimento (questo incantesimo aveva anche indotto i clan ad unirsi tra di loro, cosa che va contro la natura degli Urgali). Successivamente gli Urgali si uniranno ai Varden. Gli esseri inizieranno così a nutrire un forte senso di gratitudine verso Eragon poiché egli li ha liberati dall'influenza di Durza, e gli daranno il soprannome di Spadarossa, mentre Nasuada e Saphira verranno chiamate rispettivamente Furianera e Lingua di Fuoco.
Gli Urgali vivono in piccoli villaggi dispersi fra le montagne della Grande Dorsale, a causa delle continue incursioni degli umani. Inoltre, gli Urgali posano accanto alle capanne dei tronchi scolpiti a formare musi di animali e montagne. Accanto alla soglia di ciascuna capanna, gli Urgali appendono i namna, dei lembi di stoffa su cui è rappresentata la storia della famiglia. I namna possono essere modificati solo dai tessitori più anziani ed esperti..

### Kull
Fra gli Urgali si possono trovare alcuni individui più sviluppati degli altri (sia intellettualmente che fisicamente, infatti tutti superano gli 8 piedi, cioè quasi due metri e mezzo) chiamati Kull. Le caratteristiche principali che differenziano i Kull dagli Urgali comuni sono le dimensioni maggiori e la grande forza fisica, ma soprattutto la resistenza e la determinazione.

#### Garzhvog
Garzhvog, chiamato anche Nar Garzhvog, è un Kull e viene incontrato per la prima volta dai protagonisti della serie nelle Pianure Ardenti nel Surda, poco prima della battaglia contro l'Impero, quando un si presenta insieme ad alcuni suoi compagni al cospetto di Nasuada sotto bandiera bianca.
Garzhvog nacque in un piccolo villaggio Urgali situato in un punto imprecisato sulla Grande Dorsale. Riuscì più tardi a scalare i ranghi più alti della sua tribù, Bolvek, e si guadagnò il titolo Nar combattendo valorosamente contro un orso di caverna più grande di lui da adulto quando era bambino, strangolandolo a mani nude. Pare che conservi ancora il suo stomaco e che lo utilizzi per farvi bollire l'acqua gettandovi sassi incandescenti. Come la maggior parte dei suoi simili, anche Garzhvog fu costretto a combattere per la causa dell'Impero e costretto a farlo dall'incantesimo su di lui lanciato dal mago Durza. È probabile che si trovasse lui stesso nella battaglia del Farthen Dûr e che fosse proprio lui l'Urgali menzionato da Murtagh. Dopo la sconfitta di Durza e dell'Impero in seguito allo scontro, con la morte dello spettro l'incantesimo da lui lanciato si sciolse. Si accorderà più tardi con Nasuada per trattare un'alleanza, aiuterà i Varden nel corso di diversi scontri con l'Impero a partire dalla Battaglia delle Pianure Ardenti. Ciò nonostante, la situazione degli Urgali rimane piuttosto precaria in quanto anche in caso di una sconfitta da parte di Galbatorix, sarebbe difficile mantenere una coesistenza pacifica con gli altri popoli di Alagaësia. È lui ad accompagnare Eragon nella sua seconda visita nel Farthen Dur, dimostrando una resistenza alla fatica incredibile correndo per ben due giorni di seguito. Alla partenza afferma di aver battuto ben quarantatré avversari. Nel viaggio parla ad Eragon del suo villaggio, delle usanze della sua razza e delle storie che gli Urgali si raccontano.
Come tutti gli Urgali, assomiglia molto ad un minotauro. In Eldest viene presentato come un esemplare magnifico della sua razza con una possente muscolatura, alto più di otto piedi, fiero di sé, dai lineamenti orgogliosi e dotato di due corna ritorte. Al momento del suo incontro con Nasuada non esita a presentarsi da solo sotto le grida e gli insulti di molti Varden al loro accampamento per allearsi con loro. Riesce inoltre a proteggere la sua mente con tenaci barriere mentali. È l'urgali di cui Eragon si fida di più visto che gli ha permesso di leggere la sua mente, dopo di ciò Eragon capisce le nobili origini del termine "Nar" e capisce che Garzhvog è di sangue nobile come qualunque principe di altre razze, e che per quanto incivile era un valoroso condottiero, filosofo e pensatore non inferiore a Oromis. Si veste solitamente solo con un cencio annodato sui lombi un disco di metallo concavo per proteggersi la testa e delle placche di ferro grezzo tenute insieme da alcuni brandelli di maglia. Afferma di aver ucciso molti umani e di aver imparato la lingua umana grazie a ciò che strappava dalle menti degli avversari sconfitti.

## Altre creature

### Albero di Menoa
Un tempo era un'elfa di nome Linnëa, che cantò il suo corpo all'interno dell'albero più grande e antico della Du Weldenvarden. Da quel giorno l'albero prese coscienza. Si tratta di uno degli esseri più potenti di Alagaësia. L'unica apparizione degna di nota è verso la fine di Brisingr, quando l'essere, dopo che Saphira ne strappa pezzi di corteccia per attirarne l'attenzione e dopo che stringe un patto con Eragon, fa riemergere con le radici un blocco di "acciaioluce" (un minerale ricavato, presumibilmente, da un meteorite ferroso) facendo lo scambio con qualcosa (Eragon sentirà una fitta al basso ventre), dal quale viene forgiata la spada Brisingr. Ci sono molte teorie sul quale sia il pegno chiesto ad Eragon in cambio del prezioso metallo. Nessuna però è confermata.

### Spiriti
Gli spiriti, nominati diverse volte nel Ciclo, sono incontrati da Eragon e Arya nelle pianure meridionali dell'Impero, nel corso del ritorno a piedi alle forze Varden. Sono descritti come globi luminosi che levitano in aria, cambiando colore e dimensione continuamente, sebbene sia specificato che uno Spirito può assumere qualsiasi forma; chi ne tocca l'essenza con la mente o il corpo prova un profondo senso d'estasi, un meccanismo che, come Arya spiega a Eragon, ha una funzione di difesa. Difatti, la felicità che essi provocano inebria chi la prova, estinguendone l'aggressività. Gli Spiriti, grati a Eragon per aver liberato i loro compagni dal corpo di Durza, trasformano un giglio che il giovane aveva cantato in una pianta di oro e pietre preziose, mantenendola ancora viva. Arya spiega ad Eragon che gli spiriti non sono le anime dei defunti e che non restano mai a lungo nello stesso posto.

### Ra'zac
Il loro aspetto varia in base all'età; dalla nascita fino all'età di vent'anni assumono le sembianze di orribili esseri (presumibilmente hanno un corpo da uccello) attorniati da un'aria pestilenziale. Brom racconta ad Eragon di avere visto in volto un Ra'zac, e chi gli è sembrato di vedere un becco e due grandi occhi neri. Il resto del corpo è sempre coperto da un mantello, indipendentemente dal tempo e dalle stagioni. Raggiunta l'età adulta, si trasformano in enormi mostri alati chiamati Lethrblaka. Una cosa degna di nota è che essi sono le cavalcature dei loro stessi figli, i giovani Ra'zac. I Ra'zac sono dotati di una forza straordinaria, e possono compiere enormi salti. Come armi hanno dei pugnali letali e una resistenza fuori dal comune. Non sopportano la luce del sole, ma quest'ultima non li ferma se sono abbastanza determinati, inoltre non amano per niente l'acqua (si tengono ad almeno a un miglio di distanza). Non sanno usare la magia, il che dà ad Eragon un'arma in più a suo vantaggio. Sono creature estremamente crudeli, arrivate in Alagaësia 800 anni fa, seguendo la flotta di Re Palancar. Quando i Cavalieri dei Draghi si accorsero della loro presenza cercarono di eliminarli ma non ebbero che un successo parziale perché ne sopravvissero due, un maschio ed una femmina, i quali si misero agli ordini del nuovo sovrano, Galbatorix. Ogni qual volta in un territorio dell'Impero si diffonde la voce dell'avvistamento di un drago, il re manda questi divoratori di uomini ad indagare e a scoprire la verità con qualunque mezzo. Il loro covo è sull'Helgrind. In Brisingr, Eragon e Roran si recano con Saphira sull'Helgrind per uccidere i Ra'zac. Nello scontro, Saphira abbatte i Lethrblaka e Roran uccide uno dei Ra'zac, vendicando suo padre e Carvahall, colpendolo violentemente con il suo martello. Il secondo Ra'zac, dopo che Saphira, Roran e Katrina lasciano l'Helgrind, viene finito da Eragon, che lo trafigge con un bastone di biancospino donatogli dal cugino dopo la perdita di Zar'roc. Nel quarto libro il capo dei sacerdoti del culto nero di Dras Leona rivela che non è l'Helgrind che venerano ma i Ra'zac, ritenendoli dei e offrendogli sacrifici, odiando i draghi e i Cavalieri per averli cacciati e uccisi per lungo tempo. Cercano anche, senza successo, di offrire Eragon e Arya come pasto a due pupe di Ra'zac appena uscite dall'uovo. Le loro uova hanno un guscio poroso simile ad arenaria di un colore indefinito tra il nero e il blu. Galbatorix afferma di avere in possesso diverse uova di Ra'zac oltre a quelle affidate ai sacerdoti e per questo afferma che le uccisioni dei suoi emissari ad opera di Eragon e Roran sono state inutili. Nonostante questo, dopo la vittoria dei Varden, Eragon non riesce a trovarne alcuna. Nell'ultimo romanzo Murtagh si imbatte in una delle uova rimaste, non consapevole di quello che ha davanti non se ne occupa. Sarà la gatta mannara Carabel ad assicurarsi la sua distruzione.
Nel film Eragon i Ra'zac vengono stravolti del tutto: si presentano come creature create da Durza allo scopo di trovare e uccidere Eragon e Saphira. Sono degli esseri umanoidi, uno grigio e l'altro marrone, completamente ricoperti da bende, piccole corazze e moltissimi invertebrati e sono armati con delle lame da polso, sembra inoltre che la testa sia composta da vermi fusi insieme. Nel film, dopo aver ucciso Garrow, pedinano Eragon, Brom e Saphira finché, una volta raggiunti, il ragazzo non uccide quello grigio impiccandolo con un ramo grazie ad un incantesimo, mentre quello marrone, dopo un breve combattimento, viene impalato al cuore da Brom con Zar'roc. Nell'omonimo videogioco i Ra'zac sono simili alla versione cinematografica, ma al posto delle lame hanno lunghi pugnali e dei rami sulla schiena. Inoltre sono più distinti: il Ra'zac grigio utilizza attacchi rapidi con le lame, mentre quello marrone può lanciare un alito che può stordire Eragon o Brom.

### Nïdhwal
Creature marine pressoché sconosciute, rare e cugine dei draghi. L'unica apparizione è a metà di Inheritance, quando un esemplare attacca Saphira, Eragon e l'Edulnarì di Glaedr mentre viaggiano alla volta di Dorù Areaba. Hanno muso lungo e triangolare, occhi sormontati da una cresta ossea alla quale è vincolato un tentacolo filamentoso, collo lungo e grinzoso, zanne lunghe e sottili e due grandi pinne pettorali. Spietati cacciatori, adoperano i poteri mentali di cui sono dotati per immobilizzare le prede. Glaedr spiega, inoltre, che proprio come i draghi possiedono un organo simile all'Eldunarí, fondamentale per i lunghi periodi che trascorrono nelle profondità degli oceani. La loro estrema rarità è dovuta in parte alle loro tendenze cannibali.

### Fanghur
Creature alate che abitano i Monti Beor. Imparentati con i draghi, hanno un aspetto più affusolato e serpentesco e tutti hanno lo stesso colore delle squame: screziate di verde marrone. Anch'essi adoperano poteri mentali per cacciare, ma non sputano fuoco.